# ماتريدية
المَاتُريدِيَّةُ نسبة إلى إمامها ومؤسسها أبي منصور الماتريدي، الذي ينتهي نسبه إلى الصحابي أبي أيوب الأنصاري، هي مدرسة إسلامية سنية كلامية، ظهرت في أوائل القرن الرابع الهجري في سمرقند من بلاد ما وراء النهر. دعت إلى مذهب أهل الحديث والسنة بتعديل يجمع بين الحديث والبرهان، حيث قامت على استخدام البراهين والدلائل العقلية والكلامية في محاجَّة خصومها من المعتزلة والجهمية والملاحدة وغيرهم لإثبات حقائق الدين والعقيدة الإسلامية. نشأت الماتريدية في ظل الصراع الكلامي الذي نشأ في بغداد عاصمة الخلافة العباسية وفي ظل تشعب الآراء والمذاهب فيها، واحتدام الجدل بين رؤساء المذاهب الذي امتد إلى بقية بقاع العالم الإسلامي ومنها سمرقند، فأدى إلى ولادة الطائفة الماتريدية، بالإضافة لانتشار العقائد والمذاهب المعتمدة على المناهج العقلية والفكرية آنذاك، حيث ساعد على نشوء فكر الماتريدية الداعي للجمع بين الشرع والعقل وتوسيع دائرة التفكير والاستنتاج.
مرت الماتريدية بأربعة مراحل رئيسية:
1. مرحلة التأسيس (333 هـ) والتي اتسمت بشدة المناظرات مع المعتزلة، رجل هذه المرحلة أبو منصور الماتريدي، وكانت له جولات كثيرة ضد المعتزلة وغيرهم. شهدت هذه المرحلة ظهور أبو الحسن الأشعري مؤسس فكر الأشاعرة.
2. مرحلة التكوين (333 هـ - 500 هـ): وهي مرحلة تلامذة الماتريدي ومن تأثر به من بعده، وفيه أصبحت فرقة كلامية.
3. مرحلة التأليف والتأصيل (500 هـ - 700 هـ): وامتازت بكثرة التأليف وجمع الأدلة للعقيدة الماتريدية.
4. مرحلة التوسع والانتشار (700 هـ – 1300 هـ): تعد من أهم مراحل الماتريدية، حيث بلغت أوج توسعها وانتشارها وذلك بسبب مناصرة سلاطين الدولة العثمانية، فكان سلطان الماتريدية يتسع حسب اتساع سلطان الدولة العثمانية، فانتشرت في شرق الأرض وغربها، وبلاد العرب والعجم والهند والترك وفارس والروم.[3]

اعتمدت الماتريدية في أسسها ونشأتها على المذهب الحنفي فقهًا وكلامًا، حتى كانت آراء أبو حنيفة هي الأصل الذي تفرعت منه آراء الماتريدي. طرحت الماتريدية أفكارًا ومعتقدات ميزتها عن غيرها من الفرق الاسلامية كان من أبرزها: أنهم قالوا أن مصدر التلقي في الإلهيات والنبوات هو العقل، وأن المعرفة واجبة بالعقل قبل ورود السمع، وفسروا الإيمان بأنه عبارة عن الإقرار والتصديق، واعتبروا الذكورة شرطًا في النبوة، وقالوا بإمكان رؤية العبد لربه إلا أنهم جهلوا كيفيتها، وعدُّوا الحُسن والقبح من اللوازم الذاتية للأشياء، واعتقدوا بحدوث القرآن، وقالوا بعدم جواز التكليف بما لا يطاق.

## نظرة تاريخية

### علم الكلام
يبحث علم الكلام الإسلامي في إثبات العقائد الدينية بالأدلة العقلية والنقلية، فالقسم العقلي للكلام هو تلك المسائل التي تؤخذ مقدماتها حرفًا من العقل. علم الكلام: هو علم يقتدر معه على إثبات العقائد الدينية بإيراد الحجج ودفع الشبه، قال ابن خلدون: هو علم يتضمن الحجاج عن العقائد الإيمانية بالأدلة العقلية، وعرف أيضًا بأنه: علم يبحث فيه عن ذات الله تعالى وصفاته وأحوال الممكنات من المبدأ والمعاد على قانون الإسلام، وعرفه طاش كبري زاده بأنه: علم يقتدر معه على إثبات الحقائق الدينية بإيراد الحجج عليها ودفع الشبه عنها، وعرف أيضًا بأنه: باب من الاعتبار في أصول الدين يدور النظر منه على محض العقل في التحسين والتقبيح والإحالة والتصحيح والإيجاب والتجويز والاقتدار والتعديل والتحوير والتوحيد والتفكير. سمي علم الكلام بهذا الاسم لعدة أسباب منها: أن مسألة الكلام هي من أشهر مباحثه التي وقع فيها نزاع وجدل بين المتكلمين، والمقصود من مسألة الكلام هي مسألة خلق القرآن التي تبنتها المعتزلة، ونفوا صفة الكلام عن الله تعالى وأكثروا فيها القيل والقال. وقيل لأن العادة جرت عند المتكلمين الباحثين في أصول الدين أن يعنونوا لأبحاثهم بالكلام وقيل لأن الكلام والمجادلة والقيل والقال قد كثر فيه وأصبح سمة لأهله.
يعود نشأة علم الكلام منذ ظهور الكلام في العقيدة في أواخر عصر الصحابة، ولم يكن بعد قد اتضحت معالمه، وأصبح هو الأصل في تقرير العقيدة، ولكن ظل الكلام في هذه الحقبة في بعض جوانب العقيدة دون البعض، وموافقة أغلب المتكلمين لأهل السنة في سائر أبواب العقيدة، حتى إذا اجتمعت هذه الأصول التي تكلم فيها المتكلمون ولملم شتاتها ظهر علم الكلام الذي يمثل الشق والطرف المخالف لأهل السنة في إثبات وتقرير العقائد ابتداء على أيدي المعتزلة. نتيجة لأسباب متعددة ظهر علم الكلام الإسلامي، ومن هذه الأسباب: العقائد المنحرفة التي دخلت في الإسلام مثل الغلو والتشبيه والإرجاء وغيرها نتيجة الالتقاء الحضاري بين الإسلام والأمم الأخرى التي اعتنقت الدين الجديد بعد حركة الفتوحات الإسلامية. وظهور النزعة العقلية في الإسلام بعد حركة الترجمة التي شملت ميادين معرفية متعددة مثل الطب والفلسفة والمنطق وغيرها.

### مذاهب علم الكلام
يعتبر التيار النصي هو أول تيار فكري ظهر في الإسلام، فكل دين جديد سماويًا كان أو غير ذلك عبارة عن مجموعة كبيرة من النصوص وبعد ذلك يأتي دور الشراح والمفسرين في الاستعانة بالعقل على شرح هذه النصوص وتفسيرها للمؤمنين، لكن في الإسلام لا يقوم بتفسير النص إلا نص آخر، فالقرآن الكريم وهو الوحي الإلهي الذي نزل على النبي محمد، يحتوي على تعاليم دينية متنوعة في العبادات والأحكام الشرعية والأخلاق وغيرها والتي بدورها تفسر عن طريق السنة النبوية التي تعتبر المصدر الثاني للتشريع الإسلامي، وهناك من يتبعها بأقوال الصحابة وأهل البيت والتابعين وغيرهم. يعتبر القضاء والقدر أقدم مسألة كلامية خاض فيها المسلمون وقد حدث ذلك في عهد الخليفة الرابع علي بن أبي طالب وبداية عهد الدولة الأموية، وانقسمت الآراء فيها إلى رأيين: يرى أحداها أنه ليست للإنسان إرادة فيما يفعل، بينما ذهب الفريق الثاني إلى أن الفعل الإنساني يحدث بإرادته المستقلة، وفي طليعة هؤلاء المعتزلة وتأثر بهم فيما بعد الزيدية والإمامية. كذلك تعتبر مسألة حكم مرتكب الكبيرة من ضمن المسائل الأولى التي تم فيها الكثير من النقاش والجدل، ويصفها الكثير من الباحثين إنها كانت السبب في ظهور فرقة المعتزلة حيث يرون أنه اختلف واصل بن عطاء مع أستاذه الحسن البصري في حكم مرتكب الكبيرة فقال واصل مخالفاً للحسن: أنا أقول إن صاحب الكبيرة ليس بمؤمن بإطلاق بل هو في منزلة بين المنزلتين، ثم اعتزل مجلس الحسن واتخذ له مجلسًا آخر في المسجد.
في بداية العهد الأموي ونتيجة لاختلاط المسلمين بسكان المناطق المفتوحة التي دخل فيها الدين الجديد وخاصة الفرس والرومان وغيرهم ودخول غالبية هذه المناطق إلى الإسلام، انتشرت الأفكار الفلسفية بين المسلمين حيث كان بالعراق والشام الكثير من المدارس الفلسفية ذات الاتجاهات الفكرية المختلفة، كما كان لبلاد فارس الكثير مثلها قبل الفتح الإسلامي، وقد تعلم الفلسفة بعض العرب في هذه المدارس كالحارث بن كلدة وابنه النضر ولما جاء الإسلام في تلك الأصقاع وجد من سكانها من يجيدون العلوم الفلسفية ومنهم من كان يعلم المسلمين مبادئها، وكان للسريان العمل البارز الظاهر في ذلك. ونتيجة لدخول هذه الفلسفات المختلفة في الإسلام برز في علم الكلام الإسلامي الكثير من البحوث والمسائل العقلية والتي لم يعرفها المسلمون سابقًا نتيجة لالتزامهم الحرفي بالنصوص الدينية الموجودة في القرآن الكريم والسنة النبوية وخاصة في المسائل المتعلقة بالإيمانيات أو ما عُرف لاحقًا بمسائل العقيدة مثل قِدم كلام الله أو حدوثه والمسائل المتعلقة بحرية الإرادة الإنسانية وصفات الله، وهل هي عين الذات أم منفصلة عنها وغيرها، ونتيجة لهذه البحوث واعتناق المسلمين لهذه الأفكار تكونت في الإسلام المذاهب الكلامية مثل المعتزلة والمرجئة والجهمية وأهل الحديث وغيرها. يعود سبب لجوء المسلمين إلى علم الكلام لظهور الآراء المبتدعة في أواخر القرن الثاني والقرن الثالث من الهجرة خصوصاً في المسائل الإيمانية (العقدية) مثل التشبيه والتجسيم وغيرها من المقالات. في بداية القرن الثاني للهجرة ظهر الكثير من الشخصيات الفكرية التي أثارت الجدل بين المسلمين مثل غيلان الدمشقي ومعبد الجهني اللذان دافعا عن اختيار الإنسان وحريته مقابل التيار الجبري الذي أدعى أنه لا دخل للإنسان في اختياره لعمله، والذين كان أبرزهم الجهم بن صفوان الذي دعا إلى جانب عقيدة الجبر إلى تأويل آيات الصفات كلها والجنوح إلى التنزيه البحت ونفى أن يكون لله صفات زائدة عن ذاته، وقال أيضا باستحالة رؤية الله في يوم القيامة وذهب أيضاً إلى خلق القرآن وبذلك يكون الجهم بن صفوان من أوائل من استخدموا المنهج العقلي في تفسير العقائد الدينية.
يرى كثير من الباحثين المسلمين أن المعتزلة هم الذين أوجدوا علم الكلام في الإسلام بسلاح خصومهم في الدين، ذلك أنه في أوائل القرن الثاني للهجرة ظهر أثر من دخل في الإسلام من اليهود والنصارى والمجوس والدهرية، فكثير من هؤلاء أسلموا ورؤوسهم مملوءة بأديانهم القديمة وسرعان ما أثاروا في الإسلام المسائل التي كانت تثار في أديانهم التي تسلحت بالفلسفة اليونانية والمنطق اليوناني في مواجهتها وتنظيم طريق بحثها، كل ذلك دعا المعتزلة إلى التسلح بالعقل والفلسفة اليونانية لمجادلتها جدالاً علمياً يعتمد على سلاح العقل والمنطق والبرهان، وكان من أشهر رجال المعتزلة في استخدام سلاح الفلسفة أبو الهذيل العلاف وإبراهيم بن سيار النظام والأديب الجاحظ وغيرهم. كانت للمعتزلة الكثير من العقائد التي خالفت السائد بين التيارات النصوصية في الإسلام وأبرزها اعتقادهم بحدوث الكلام الإلهي وإثبات الحسن والقبح العقليين والاعتقاد بخلق الإنسان لأفعاله وغيرها.
في أواخر القرن الثالث الهجري حدث تحول كبير في مسيرة علم الكلام الإسلامي وساهم في إنشاء طائفة كلامية تشكل الأغلبية بين المسلمين اليوم، وذلك عندما اعتكف أحد أبرز وجوه المعتزلة واحد أبرز تلامذة أبو علي الجبائي وهو الإمام أبو الحسن الأشعري في منزله مدة يعيد فيها دراسة عقائد المعتزلة ومقارنتها مع ما يذهب إليه المحدثون في أمور العقيدة، وخرج بعدها إلى الناس يعلن فيها براءته من مذهب المعتزلة وقال: «وانخلعت من جميع ما كنت اعتقد كما انخلعت من ثوبي هذا»، ثم كتب عقيدته في كتاب الإبانة عن أصول الديانة وافق فيها المحدثين في أغلب ما ذهبوا إليه في أمور العقيدة من الاعتماد على المنهج النقلي في البحث. وخلافًا للمحدثين كأحمد بن حنبل فقد أجاز أبو الحسن الأشعري البحث والاستدلال واستخدام المنطق في أصول الدين والعقيدة، وقد دعم رأيه بأدلة من الكتاب والسنة وألف في ذلك كتابًا عنوانه رسالة في استحسان الخوض في علم الكلام. من أبرز الشخصيات الأشعرية التي أعطت للعقل مجالاً واسعاً في فهم النص أبو بكر الباقلاني وإمام الحرمين الجويني الذي تحدث بشكل مفصل عن المنهج العقلي وأسسه العلمية في كتابه الشامل في أصول الدين. شهدت المدرسة الأشعرية تحولاً كبيراً في عهد الإمام الغزالي الذي أعطاها صبغة صوفية وخفف قليلاً من نزعتها المتجهة إلى العقل، ثم تغلب عليها الجانب الفلسفي على يد المفسر والمتكلم الفخر الرازي، ثم ظهر المتكلم والفيلسوف الشيعي نصير الدين الطوسي الذي أعطى لعلم الكلام صبغة فلسفية شبه كامله وتأثر به الكثير من متكلمي الأشاعرة والمعتزلة مثل القاضي عضد الدين الإيجي وسعد الدين التفتازاني والشريف الجرجاني بحيث يمكن القول إن الفكر الأشعري بعد الطوسي ابتعد عن الخط الأصلي لهذه المدرسة وما زال الفكر الأشعري إلى يومنا ينتقل بين الفلسفة والنقل وبين التفويض والتأويل.
إلى جانب ظهور المذهب الكلامي الأشعري الذي بدأ يسود الاتجاه السني في الإسلام بعد غروب شمس المعتزلة، برز اتجاه فكري في علم الكلام الإسلامي اتخذ موقفًا وسطًا بين الأشاعرة والمعتزلة، ولكنه ظهر تحت مظلة أهل السنة وهو الاتجاه الماتريدي. وقد وافق أبو منصور الماتريدي المعتزلة في كثير من المسائل ذات الاتجاه العقلي العملي مثل القول بالحسن والقبح العقليين وقبح التكليف بما لا يطاق واعتبار الحكمة في الفعل الإلهي والعدل ونفي نسبة الظلم عن الله تعالى ولكنه وافق الأشاعرة في نظرية الكسب معتبرًا الله هو خالق الفعل الإنساني ولكنه خالفهم بالقول بحرية الإنسان بشكل تام في قدرة الكسب وأنه هو الذي يقوم بالفعل بمحض إرادته.

## الماتريدية

### النشأة
هو أبو منصور محمد بن محمد بن محمود الماتريدي السمرقندي، كان يلقب بإمام الهدى وإمام المتكلمين، ورئيس أهل السنة والإمام الزاهد. الماتريدي نسبة إلى ماتريد ويقال لها ماتريت، وهي محلة قرب سمرقند، ذكرها السمعاني وقال: تخرج منها جماعة من الفضلاء، والسمرقندي نسبة إلى سمرقند وهي المدينة المشهورة ببلاد ماوراء النهر. يحتل الماتريدي منزلة كبيرة في تاريخ الفكر الإسلامي حيث أنه مؤسس لإحدى المدارس الكلامية التي ذاع وانتشر فكرها في العالم الإسلامي وهي المدرسة الماتريدية، التي أصبحت هي والأشعرية تتقاسم العالم الإسلامي، وفيها يقول طاش كبرى زاده: إن رئيس أهل السنة والجماعة في علم الكلام رجلان، أحدهما حنفي والآخر شافعي، أما الحنفي فهو أبو منصور محمد بن محمد بن محمود الماتريدي إمام الهدى، وأما الآخر الشافعي وهو شيخ السنة ورئيس الجماعة إمام المتكلمين أبو الحسن الأشعري البصري. للماتريدي عدة مؤلفات منها: تأويلات أهل السنة، وهو كتاب في التفسير، وكتاب التوحيد: والذي يعد من أهم مؤلفاته الكلامية، وذلك لأنه قد قرر فيه نظرياته الكلامية، وبين فيه معتقده في أهم المسائل الاعتقادية، فلذلك صار كتاب التوحيد المرجع الأساسي في معرفة عقيدة الماتريدية، وكل من جاء بعد الماتريدي من الماتريدية اعتمدوا عليه، كما أن الكتاب يعد من أهم المراجع الكلامية التي ذكر فيها آراء مختلف الفرق الإسلامية وخاصة المعتزلة، وكذلك آراء الفرق غير الإسلامية. عاصر الماتريدي أبو الحسن الأشعري، وعاش الملحمة بين أهل الحديث وأهل الكلام من المعتزلة وغيرهم، فكانت له جولاته ضد المعتزلة وغيرهم، ولكن بمنهاج غير منهاج الأشعري، وإن التقيا في كثير من النتائج غير أن المصادر التاريخية لا تثبت لهما لقاء أو مراسلات بينهما، أو اطلاع على كتب بعضها.
أهم آراء الماتريدي إجمالًا تتلخص في: أنه لا يرى مسوغا للتقليد بل ذمه وأورد الأدلة العقلية والشرعية على فساده وعلى وجوب النظر والاستدلال. يذهب في نظرية المعرفة إلى لزوم النظر والاستدلال وأنه لا سبييل إلى العلم إلا بالنظر. يوافق السلف في الاعتقاد في أسماء الله ويرى أن أسماء الله توقيفية، إلا أنه لم يفرق بين باب الإخبار عن الله وبين باب التسمية فأدخل في أسماء الله الصانع والقديم والمنشئ. يرى أن المؤمنين يرون ربهم والكفار لا يرونه. أثبت الاستواء على العرش وبقية الصفات دون تأويل لها ولا تشبيه، كما أنه يعتقد أن صفات الله لا هي هو ولا غيره. في القضاء والقدر هو وسط بين الجبر والاختيار، فالإنسان فاعل مختار على الحقيقة لما يفعله ومكتسب له وهو خلق لله، حيث يخلق للإنسان عندما يريد الفعل قدرة يتم بها، وهذه القدرة يقسمها إلى قسمين: قدرة ممكنة: وهي ما يسميها لسلامة الآلات وصحة الأسباب، وقدرة ميسرة: زائدة على القدرة الممكنة وهي التي يقدر الإنسان بها على الفعل المكلف به مع يسر تفضلا من الله. يقول بخلق أفعال العباد، وهو يفرق بين تقدير المعاصي والشرور والقضاء بها، وبين فعل هذه المعاصي، فالأول من الله والثاني من العبد بقصده واختياره وقدرته، ويمنع إضافة الشر إلى الله، ونسبة الفعل إلى العبد يقصد به أن الله لا يخلق فعل العبد إلا بعد أن يريده العبد ويختاره فيصبح ذلك العمل كسبا له يجازي به. في مسائل الإيمان لا يقول بالمنزلة بين منزلتين، ولا يقول بخروج مرتكب الكبيرة عن الإسلام، ويرى أن الإيمان هو التصديق بالقلب دون الإقرار باللسان.

### التطور
مرت الماتريدية في رحلة تطورها بأدوار تاريخية نتيجة النشاط الكبير الذي طرأ على التأليف، وأهم هذه الأدوار الدور التأسيسي: وهو دور أبو منصور الماتريدي (257 هـ - 333 هـ) يمتاز هذا الدور بأنه دور النشأة والتأسيس، كما يمتاز بشدة النطاح والمجادلة بين الماتريدي والمعتزلة، كما يظهر من تأليفات الماتريدي ورسائله، ومن خلال نصوص الماتريدي ضد المعتزلة في كتبه. دور تكويني: وهو دور تلامذة الماتريدي ومن تأثر به بعده، ويمتاز هذا الدور بأنه تكونت فيه فرقة كلامية ماتريدية وظهرت على وجه الأرض، كما يمتاز بوجود تلامذة الماتريدي الذين نشروا أفكار شيخهم وإمامهم والدفاع عنه. دور بزدوي: وهذا الدور تمديد لسابقه بالنشر والتأليف، ومن أهم شخصيات هذا الدور أبو اليسر البزدوي (ت: 493 هـ). دور نسفي: وهذا الدور امتاز بكثرة التأليف، وجمع الأدلة للعقيدة الماتريدية، من أهم أعيان هذا الدور أبو المعين النسفي (ت: 508 هـ) ونجم الدين عمر النسفي (ت: 537 هـ)، وحافظ الدين عبد الله النسفي (ت: 710 هـ) وهو أكبر أدوار العقيدة الماتريدية السابقة. في بداية هذا الدور نشأ دور آخر وهو دور صابوني: يمتاز بكثرة المناظرات بين الماتريدية وبين الأشعرية، وأهم شخص في هذا الدور هو أبو محمد نور الدين أحمد بن محمد الصابوني (ت: 580 هـ)، اعتمد الصابوني في دراسته لأصول الدين على كتاب تبصرة الأدلة.
دور عثماني: نسبة إلى الدولة العثمانية، وامتد هذا الدور في الفترة (700 هـ - 1300 هـ)، وهذا الدور جمع الكثير من الأدوار الماتريدية ومنها دور صدر الشريعة عبيد الله بن مسعود، دور التفتازاني: نسبة إلى سعد الدين التفتازاني، دور الجرجاني، ودور الكمال بن الهمام، وغيرها من الأدوار التي تتصل بالدولة العثمانية. هذه الأدوار كلها ترجع إلى أم الأدوار ألا وهو الدور العثماني الذي يعد أهم الأدوار الماتريدية حيث بلغ هذا الدور أوج الكمال حيث استظل هذا الدور بظل الدولة العثمانية وتمتع بخيراتها، لأن الدولة العثمانية كانت دولة حنفية الفروع ماتريدية العقيدة، فكان سلطان الماتريدية يتسع حسب اتساع سلطان الدولة العثمانية وكان جل القضاة والمفتين وخطباء الجوامع ورؤساء المدارس حنفية الفروع ماتريدية العقيدة هذا من ناحية، ومن ناحية أخرى كثرت في هذا الدور تأليف أنواع الكتب الكلامية من المتون والشروح والشروح على الشروح والحواشي والحواشي على الحواشي والتنكيتات، كما كان بين الماتريدية والأشعرية ائتلاف كأنهما فرقة واحدة صعب التمييز بينهما، وفي هذا الدور انتشرت العقيدة الماتريدية في شرق الأرض وغربها في الهند وتركيا وفارس وبلاد الروم وبلاد العرب والعجم.
ثم طرأت على الماتريدية أدوار حديثة النشأة تتمثل في: الدور الديوبندي: نسبة إلى جامعة ديوبند التي أسسها الشيخ محمد قاسم النانوتوي إمام الديوبندية، يمتاز هذا الدور بكثرة التأليف في علم الحديث من شروح وغيرها، والديوبندية أئمة في العلوم النقلية والعقلية كما هم في قمة من الزهد والتأله، للديوبندية شعبتان مهمتان: شعبة التعليم والتدريس، وشعبة التبليغ والتربية وهي المعروفة بجماعة التبليغ. دور بريلوي: نسبة إلى زعيمهم أحمد رضا خان الأفغاني الحنفي الماتريدي. دور كوثري: منسوب إلى الشيخ محمد زاهد الكوثري الجركسي الحنفي الماتريدي. دور فنجفيري: ينسب هذا الدور إلى زعيم الجماعة الفنجفيرية شيخ القرآن محمد طاهر بن آصف الحنفي الماتريدي الديوبندي النقشبندي، اسم هذه الجماعة هو جماعة إشاعة التوحيد والسنة وهي فرع للديوبندية النقشبندية الصوفية، وهي جماعة لها دور ونشاط كبير في نشر ترجمة القرآن الكريم. دور ندوي: تتمثل في المدرسة الندوية الهندية، وهي لا تختلف عن المدرسة الديوبندية الفنجفيرية، ينسب الدور إلى إمام الندوية الشيخ أبا الحسن الندوي.

### الانتشار

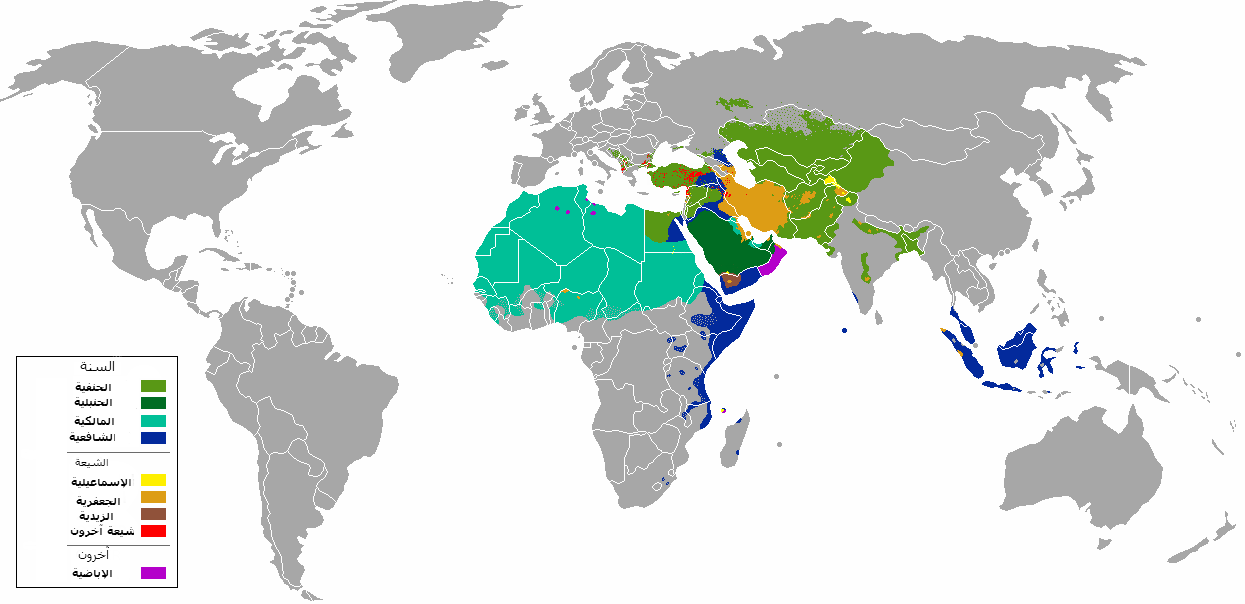
خريطة توضح انتشار المذاهب الإسلامية حول العالم، حيث يتمثل انتشار الماتريدية في مناطق انتشار المذهب الحنفي

حققت المدرسة الماتريدية انتشارًا كبيرًا في بقاع الأرض شرقها وغربها لعدة أسباب، السبب الأول: وهو السبب الرئيس بل أهم الأسباب يتمثل في اعتناق السلاطين والملوك للمذهب الحنفي، فبسبب ذلك انتشر المذهب الحنفي في العالم الإسلامي، وبانتشار الحنفية ونفوذ سلطانهم انتشرت الماتريدية، لأن الماتريدية يمثلون المذهب الحنفي عقديًا[بحاجة لمصدر]. السبب الثاني: من المعروف في التاريخ عبر القرون أن أية دولة إذا كانت تميل إلى فرقة ما تسهل وتوفر لعلمائها مناصب القضاء، والإفتاء والرئاسة والخطابة والتأليف، والتدريس، فيجدون أسبابًا كثيرة وطرقًا ميسورة لبسط سلطانهم على القلوب والأبدان، ونفوذ تأثيرهم على الشعوب والأوطان وتشجعهم الدولة أيضا بإنشاء المدارس والجوامع، وبذلك تنشر أفكارهم ويزداد نشاطهم. قال الشاه ولي الله الدهلوي في بيان سبب انتشار الحنفية: فأي مذهب كان أصحابه مشهورين، وسد إليهم القضاء والإفتاء، واشتهرت تصانيفهم في الناس، ودرسوا درسًا ظاهرًا، انتشر في أقطار الأرض، ولم يزل ينتشر كل حين، وأي مذهب كان أصحابه خاملين، ولم يولوا القضاء، والإفتاء، ولم يرغب فيهم الناس اندرس بعد حين. وهكذا انتشرت الماتريدية وعقائدها في بلاد ما وراء النهر، وبلاد الترك والأفغان والهند والصين وما والاها. السبب الثالث: مدارس الماتريدية ونشاطهم الدراسي والتدريسي: لمدارس الماتريدية دور عظيم في نشر عقيدتهم، وعلى سبيل المثال تذكر جامعة ديوبند أكبر جامعة للماتريدية في القارة الهندية، ولها دور كبير في نشر العقيدة الماتريدية، ومثلها مدارس الحنفية الماتريدية في أفغانستان، وفي تاريخ الدولة العثمانية، حيث خدمت الحنفية والماتريدية في آن واحد.
السبب الرابع: نشاط الماتريدية في ميدان التأليف: للماتريدية نشاط بالغ وسعي متواصل في ميدان التصنيف في علم الكلام، وانتشرت هذه الكتب في مشارق الأرض ومغاربها وبانتشارها ودرسها وتدريسها انتشرت العقيدة الماتريدية وبسطت سلطانها على قلوب المشائخ والطلاب. يقول الدكتور أبو الخير محمد أيوب علي البنغلاديشي الماتريدي: وندرك أثر الماتريدي ونجاح طريقته ورضاء أهل السنة بها حين نرى الفقه الأكبر لأبي حنيفة، والعقيدة للنسفي، والمسايرة لابن الهمام تدرس في هذه الأيام في الجامعات الدينية وكلياتها، والمعاهد الدينية ومنها الأزهر وفي كثير من البلاد الإسلامية، وقد أدرك الأزهر ضرورة دراسة المدرسة الماتريدية، والتعريف بأبي منصور الماتريدي فأدرج في منهج الدراسة في كليتي الشريعة، وأصول الدين دراسة هذه المدرسة دراسة علمية وتاريخية.

### العقيدة

#### تقرير العقيدة
تحديد منهج الماتريدية في تقرير العقيدة وتمييزه عن منهج المعتزلة والأشاعرة مسألة وقع فيها خلاف كبير، فمنهم من رأى أن منهج الماتريدية يوافق منهج الأشاعرة قلبًا وقالبًا، ومنهم من يرى أنه يوفق منهج المعتزلة، وبعضهم يرى أن الماتريدية وسط بين الأشاعرة والمعتزلة. الدكتور فتح الله خليف محقق كتاب التوحيد للماتريدي برى أن الماتريدي والأشعري يلتقيان في المنهج كما يلتقيان في المذهب، فليس المذهب إلا تطبيقًا للمنهج، يلتقيان في إثبات صفات الله وفي كلامه الأزلي وفي جواز رؤيته، وفي بيان عرشه واستوائه، وفي أفعال العباد، وفي أمر مرتكب الكبيرة، وفي شفاعة رسوله، وتلك أهم المسائل التي وقع فيها الخلاف بين فرق المسلمين، بل إنها أهم موضوعات علم الكلام. أما الدكتور محمد قاسم فيرى أن منهج الماتريدية يوافق منهج المعنزلة إلا في مسألة حكم مرتكب الكبيرة ويقول: يظن عادة أن الأشعرية والماتريدية يمثلان فريق أهل السنة، وأنهما فرسا رهان يسيران جنبًا إلى جنب في هدم آراء المعتزلة المبتدعة، وتلك هي الفكرة السائدة، وأن وجه الحق ينحصر في أن الماتريدية كانوا أقرب إلى المعتزلة من الأشعرية... إن مسألة الخلاف بين الماتريدي والمعتزلة الحقيقي الوحيد إنما هو مسألة المنزلة بين منزلتين. ويرى الكوثري ان الماتريدية وسط بين الأشاعرة والمعتزلة ويقول الماتريدية هم الوسط بين الأشاعرة والمعتزلة، ويقول محمد أبو زهرة في كتابه تاريخ المذاهب الإسلامية: عند الدراسة العميقة لآراء الماتريدي وآراء الأشعري في آخر ما انتهى إليه نجد ثمة فرقًا في التفكير وفيها انتهى إليه الإمامان، وأنه بلا شك كان كلاهما يحاول إثبات العقائد التي اشتمل عليها القران بالعقل والبراهين المنطقية، وأن كليهما كان يتقيد بعقائد القران، بيد أن أحدهما كان يعطي العقل سلطانًا أكثر مما يعطيه الآخر... لذلك نقرر أن منهاج الماتريدية للعقل سلطان كبير فيه، حتى يكاد الباحث يقرر أن الماتريدية في خط بين المعتزلة والأشاعرة. الاختلاف في تحديد منهج الماتريدية يرجع إلى التداخل بين المدارس الكلامية الثلاث من اعتزاليه وأشعرية وماتريدية، فهي جميعًا انطلقت من مناهجها من أصل واحد وهو جعل العقل أساسًا لمعرفة العقيدة.
مصدر الماتريدية في التلقي هو العقل، وبهذا صرح الماتريدي في كتاب التوحيد إذ يقول: أصل ما يعرف به الدين وجهان أحدهما السمع والآخر العقل، أما السمع فما لا يخلو بشر من انتحاله مذهبً يعتمد عليه ويدهوه غيره إليه... والأصل أن الله تعالى إذ لا سبيل إلى العلم به إلا من طريق دلالة العالم عليه، بانقطاع وجوه الوصل إلى معرفته من طريق الحواس عليه أو شهادة السمع. الماتريدية لا تقول بالقدرة المطلقة للعقل، إذ أن العقل عندهم يدرك ظواهر الأشياء ولا يدرك ماهيتها وحقائقها، ويقول الماتريدي أن العقول أنشئت متناهية تقصر عن الإحاطة بكلية الأشياء والأفهام متقاصرة عن بلوغ غاية الأمر. ذهبت الماتريدية إلى أن معرفة الله تجب بالعقل قبل ورد السمع، وأن الإنسان يتحمل مسؤولية هذه المعرفة قبل بعثة الأنبياء والرسل ولا يكون معذورًا بتركها، بل يعاقب على تركه لها. صرح بذلك الماتريدي في تفسير (لئلا يكون للناس على الله حجة بعد الرسل) حيث ذكر أن حقيقة الحجة إنما هي في العبادات والشرائع التي سبيل معرفتها الرسل، أما معرفة الله فإن سبيل لزومها العقل، فلا يكون لهم في ذلك على الله حجة. قال أبو المعين النسفي: من لم يبلغه الوحي وهو عاقل ولم يعرف ربه هل يكون معذورا أم لا؟ عندنا لا يكون معذورا ويجب عليه أن يستدل بأن للعالم صانعًا. من القواعد والأسس المنهجية التي يقوم عليها منهج الماتردية في تقرير العقيدة القول بالتحسين والتقبيح العقليين، وذهبت إلى أن العقل يدرك حسن الأشياء وقبحها، كما قالت المعتزلة من قبلهم إلا أنهم خالفوهم في المسائل المبنية على القول بالتحسين والتقبيح العقليين، كالقول بوجوب الصلاح والأصلح. اختلفت الماتردية فيما بينها في الجزم بحكم الله في الفعل بمجرد إدراك العقل للحسن والقبح فيه، فجمهور الماتريدية وعلى رأسهم الماتريدي يذهبون إلى أن حكم الله يجزم به في بعض الأفعال دون بعض قبل ورود السمع، كالإلهيات والنبوات، أما السمعيات والشرائع فلا تدرك إلا بالسمع. أما أئمة بخارى فذهبوا إلى أن العقل لا يقضى بما أدركه من حسن الفعل وقبحه بحكم الله فيه إلا بعد ورود الشرع، قال ابن همام: قالت الحنفية قاطبة بثبوت الحسن والقبح للفعل على الوجه الذي قالته المعتزلة، ثم اتفقوا على نفي ما بنته المعتزلة على إثبات الحسن والقبح للفعل من القول بوجوب الأصلح... ووجوب الرزق والثواب على الطاعة والعوض في إيلام الأطفال والبهائم. وقول الماتريدية بالتحسين والتقبيح العقليين راجع إلى أن العقل هو أصل المعرفة، فلذلك كان أصلًا للسمع، وكان مقدمًا عليه عند التعارض، فيتفقون في هذا مع المعتزلة، ويقابلهم الأشاعرة فإنهم ينفون الحسن والقبح العقليين، ويجعلون حسن الأشياء وقبحها راجعًا إلى الشرع لا إلى صفات قائمة بالأعيان والأفعال.
ذهبت الماتريدية كغيرها من الفرق الكلامية بالقول بأن المجاز واقع في اللغة والقران والحديث النبوي، قال ابن همام: المجاز واقع في اللغه والقرٱن والحديث. القول بالمجاز هو أصل منهجي يعتمد عليه الماتريدية في تقرير العقيدة وأصول الفقه، وهم يقسمون الألفاظ الدالة على معانيها إلى حقيقة ومجاز، ويقصدون بالحقيقة اللفظ المستخدم فيما وضع له، وبالمجاز اللفظ المستعمل في غير ما وضع له، فالمجاز هو قسيم الحقيقة أي بمعنى الشيء المقابل للحقيقة. المجاز بهذا الاصطلاح كان له دور كبير في عقيدة الماتريدية، حيث اعتمدوا عليه في تأويلهم للنصوص، والذي دفعهم لهذا هو اعتقادهم بأن حمل النصوص على معانيها الحقيقية يسالزم التجسيم والتشبيه. قال كمال الدين البياضي: لما لم يكن حمل تلك النصوص على معانيها الحقيقية من الجوارح الجسمانية والتحيز والانفعالات النفسانية لمنع البراهين القطعية ولم يجز إبطال الأصل لعدم درك حقيقة الوصف بلا كيفية تحمل على المجاز من الصفات بلا كيفية. وقال أيضًا: وإنما قالوا بالمجاز نفيًا لوهم التجسيم والتشبيه. قررت الماتريدية أن التأويل والتفويض أصل من الأصول المنهجية التي تقوم عليها مباديء تقرير العقيدة، وقد صرح الماتريدي بأن النصوص لا تحمل على ظواهرها، بل يجب أن تفهم على المعنى الذي يفهم ويتصور من النص وقال: إن الخطاب قد لا يوجب المراد والفهم على ظاهر المخرج ولكن على مخرج الحكمة والمعنى. قال أبو المعين النسفي: إن هذه الألفاظ الواردة في الكتاب والسنة المروية التي يوهم ظاهرها التشبيه، وكون الباري تعالى جسمًا متبعضًا متجزيًا، كانت كلها محتملة لمعان وراء الظاهر، والحجج المعقولة... غير محتملة، والعقول من أسباب المعارف وهي حجة الله تعالى، وفي حمل هذه الآيات على ظواهرها إثبات المناقضة بين الكتاب والدلائل المعقولة، وهي كلها حجج الله تعالى، ومن تناقضت حججه فهو سفيه جاهل... والله تعالى حكيم لا يجوز عليه السفه، فحمل تلك الدلائل السمعية على ظواهرها كان محالًا ممتنعًا. اختلفت الماتريدية بعد الماتريدي فمنهم من رجح التأويل، ومنهم من رجح التفويض، ومنهم من أجاز الأمرين، ومنهم من أجاز التأويل للحاجة. من الأصول المنهجية للماتريدية في تقرير العقيدة عدم الاحتجاج بأحاديث الآحاد في باب العقائد، فلا يحتجون إلا بالقران المتواتر من الأحاديث، ولا يثبتون العقيدة بالقران أو الحديث إلا إذا كان النص قطعي الدلالة، أي أنه لا يحتمل التأويل ومقبول عقلًا خاليًا من التعارض مع العقل، وقالوا بأن أحاديث الآحاد تفيد الظن ولا تفيد العلم اليقيني، وذلك لعروض الشبهة، ولعدم الأمن من وضع الأحاديث على النبي، وقالوا يؤخذ بها في الأحكام الشرعية، وذلك حيطة في الأمر وأخذًا بالجزم، وأن المتواتر لا يوجد في كل حادثة، فلو ورد خبر الواحد تعطلت الأحكام.

#### التوحيد
ذهبت الماتريدية في تصورها واعتقادها لتوحيد الله إلى نحو قريب مما ذهبت إليه المعتزلة والأشاعرة. تفسير الماتريدية للتوحيد هو اعتقاد الوحدانية التي هي على ثلاثة أنواع الأول: الوحدة في الذات، ويقصدون بها انتقاء الكثرة على ذاته، بمعنى عدم قبولها الانقسام، فيقولون: هو واحد في ذاته لا قسيم له، وفسروا لفظ الأحد الوارد في النصوص القرآنية بالواحد الموجود الذي لا بعض له، ولا انقسام لذاته. الثاني: الوحدة في الصفات، والمراد بها انتفاء النظير له في كل صفة من صفاته، فيمتنع أن يكون له علوم وقدرات متكثرة بحسب المعلومات والمقدورات، بل علمه واحد ومعلوماته كثيرة، وقدرته واحدة ومقدوراته كثيرة. الثالث: الوحدة في الأفعال، والمراد بها انفراده باختراع جميع الكائنات عمومًا، وامتناع إسناد التأثير لغيره في شيء من الممكنات. وعليه يصبح مجموع قول الماتريدية في التوحيد أنه تعالى واحد في ذاته لا قسيم له أو لا جزء له، واحد في صفاته لا شبيه له، وواحد في أفعاله لا شريك له. فقولهم أن الله واحد في ذاته وواحد في صفاته قصدوا به نفي التجسيم ونفي التشبيه، ويقصد بنفي التجسيم والتشبيه نفي ما ينفى عن الجسم المطلق، وأنه لا يشار إلى شيء منه دون شيء، ولا يتميز منه شيء عن شيء بحيث لا يكون له قدر واحد، وجوانب ونهاية، ولا عين قائمة بنفسها يمكن أن يشار إليها، أو يشار إلى شيء منها دون شي. أما قولهم واحد في صفاته فيصدون توحيد الأفعال. قال الماتريدي: الله واحد لا شبيه له، دائم قائم لا ضد له ولا ند، وواحد بالتوحيد عن الأشباه والأضداد، ولذلك بطل القول فيه بالجسم والعرض إذ هما تأويلا الأشياء، وإذ ثبت ذا بطل تقدير جميع ما يضاف إليه من الخلق، ويوصف به من الصفات بما يفهم منه لو أضيف إلى الخلق ووصف به.
تقوم عقيدة الماتريدية في توحيد الربوبية على إثبات وجود الله وإثبات وحدانيته في ربوبيته. يعتقدون أن الله لا يعرف إلا من طريق العالم، والأصل أن الله إذ لا سبيل إلى العلم به إلا من طريق دلالة العالم عليه، بانقطاع وجوه الوصول إلى معرفته من طريق الحواس عليه أو شهادة السمع. والعالم هو كل ما سوى الله من الموجودات ينقسم إلى جوهر وأعراض، فالجوهر هو ماله قيام بذاته، والعرض نالا قيام له بذاته، والنتيجة أن العالم بجميع أجزائه حادث، والحادث لا بد له من محدث وهو الله. استدلت الماتريدية على إثبات وحدانية الله في ربوبيته بالدليل المشهور عند المتكلمين والمعروف بدليل التمانع، يقول النسفي: إذا ثبت أن للعالم محدثًا أحدثه وصانعًا صنعه، كان الصانع واحدًا إذ لو كان له صانعان لثبت بينهما تمانع، وذلك دليل حدوثهما أو حدوث أحدهما فإن أحدهما لو أراد أن يخلق في شخص حياة والآخر أراد أن يخلق فيه موتًا، وكذا هذا في جميع المتضادات كالحركة والسكون والاجتماع والافتراق والسواد والبياض وغير ذلك، إما أن حصل مرادهما ووجد في المحل المتضادات وهو محال، وإما أن تعطلت إرادتهما ولم تنفذ ولم يحصل في المحل لا هذا ولا ذاك وهو تعجيزهما، وإما أن نفذت إرادة أحدهما دون الآخر وفيه تعجيز من لم تنفذ إرادته والعجز من أمارات الحدث، فإذا لم يتصور إثبات صانعين قديمين للعالم فكان الصانع واحدا ضرورة. أما توحيد الألوهية فالماتريدية كغيرها من الفرق الكلامية لم تتعرض له، ولم ينتبه أحد منهم إليه.
أقرت الماتريدية في باب الأسماء والصفات بوجوب إثبات أسماء الله، وأن إثباتها لا يستلزم التشبيه، بدليل أن الرسل والكتب السماوية قد جائت بها، ولو كان في إثباتها تشبيه لكان ذلك طعن في الرسل. ذهب الجمهور إلى القول بالتوقيف في أسماء الله، أي أن طريق إثبات الأسماء هو السمع، فلا يسمى الله إلا بما سمى به نفسه وجاء به الشرع، والقول بالتوقيف هو سمة مشتركة بين الماتريدية والسلفية. لم يفرق الماتريدية في إثبات أسماء الله بين باب الإخبار عن الله وباب التسمية، فأدخلوا في أسمائه أسماء كالصانع والقديم والذات والشيء وهو وغيرها. أما الصفات فالماتريدية يثبتون بعض الصفات، ويثبتون لهذه الصفات معنى حقيقي يقوم بذات الرب، ويؤكدون على أن إثبات هذه الصفات لا يستلزم التشبيه، إذ إنه لا شبيه بين حقيقة الخالق والمخلوق، ولوكان إثبات الصفات يستلزم التشبيه للزم قدم المخلوق أو حدوث الخالق. من ناحية علاقة الصفات بالذات قالت الماتريدية أن صفات الله لا هي هو ولا غيره، إذ لو كانت الصفات عين الذات لكانت ذاتًا، ولو كانت غيرًا لزم تعدد القدماء، لأن الغيرين هما اللذان يجوز انفكاك أحدهما عن الآخر. كان أصل هذا القول لما اعترضت المعتزلة على الماتريدية عندما أثبتوا بعض الصفات، وقالوا بأن إثباتها يستلزم تعدد القدماء، إذ أن الصفات غير الذات، فقالت بنفي الغيرية دفعًا لهذا الاعتراض، وقالت بنفي ذاتية الصفات دفعًا لنفي الصفات. أما الصفات الثبوتية عند الماتريدية فهي ثمان صفات هي: القدرة والعلم والحياة والإرادة والسمع والبصر والكلام والتكوين، وقد خصوا إثبات هذه الصفات دون غيرها لأنا هي التي دل العقل عليها، وأما غيرها من الصفات فإنه لا دليل عليها من العقل عندهم لذا قالوا بنفيها.

#### النبوة والمعجزة
يرى الماتريدي أن إثبات صدق الرسل والأنبياء يقوم على النظر في صفات الأنبياء الخَلقية والخُلقية قبل الرسالة وبعدها، وعلى تأييد الله لهم بالمعجزات والآيات الدالة على صدقهم. جمهور الماتريدية يرون أنه لا دليل على صدق النبي غير المعجزة، حيث أنها وحدها هي التي تفيد العلم اليقيني بثبوت نبوة النبي أو الرسل. قال أبو اليسر البزدوي الحنفي في كتابه أصول الدين: لا يتصور ثبوت الرسالة بلا دليل، فيكون الثبوت بالدلائل، وليست تلك الدلائل إلا المعجزات، فثبتت رسالة كل رسول بمعجزات ظهرت على يديه. تثبت الماتريدية كرامات الأولياء كما أنهم يثبتوت معجزات الأنبياء، ويرون أنه لا فرق بينهما إلا التحدي الذي هو دعوى الرسالة، فالمعجزة أمر خارق للعادة مقرون بالتحدي مع عدم المعارضة، أما الكرامة فهي أمر خارق للعادة غير مقرون بالتحدي. يرون أنه لا تعارض ولا تضاد ولا التباس بين إثبات المعجزات وإثبات الكرامات، بل إن كرامة الولي من معجزات النبي ودليل صدقه، لأن كرامة التابع كرامة المتبوع، والولي لا يكون وليًا حتى يكون مصدقًا بالنبي ومتبعًا له. قال جرامرد الناصري: الفرق بين النبي والولي ظاهر لأن النبي يدعي المعجزة والكرامة ويتحدى بها الخلق فيقول إن آية رسالتي وثبوتي كذا وكذا والولي لا يدعي الكرامة وإنما تظهر يده من غير تحد ودعوى، ومتى ادعاها سقط من رتبة الولاية وصار فاسقًا، وكذا ذكر علماء الأصول. تشترط الماتريدية في المعجزة حتى تكون دليلًا صحيحًا على إثبات النبوة ثلاثة شروط: خرق العادة والتحدي وعدم المعارضة.

#### اليوم الآخر
تسمي الماتريدية المسائل المتعلقة باليوم الآخر بالسمعيات، وذلك بناءً على أن هذه المسائل لا تعلم إلا بالسمع، أي أن مصدرهم في التلقي فيها هو السمع فقط، لذلك وافقوا أهل السنة والجماعة في هذا الباب. قالوا بإثبات عذاب القبر ونعيمه، قال أبو المعين النسفي: عذاب القبر للكافرين ولبعض العصاة من المؤمنين، والإنعام لأهل الطاعة في القبر، وسؤال منكر ونكير ثابت. كما قالت الماتريدية بإثبات أشراط الساعة وبثبوت البعث والنشور، وثبوت الحوض والميزان والصراط، وثبوت الشفاعة، وثبوت الجنة والنار وأنهما مخلوقان. أما رؤية الله فقد أثبتوها لدلالة السمع عليها وبجوازها في العقل، إلا أنهم قيدوها بنفي الجهة والمقابلة، وذلك لأنهم ينفون عن الله علة الذات، وقالوا: فيلزم حدوث كل جسم، فيمتنع أن يكون البارئ جسمًا لأنه قديم، ويمتنع أن يكون في جهة لأنه لا يكون في الجهة إلا جسم، فيمتنع أن يكون مقابلًا للرائي، لأن المقالبة لا تكون إلا بين جسمين. قال الماتريدي: القول في رؤية الرب عز وجل عندنا لازم وحق من غير إدراك ولا تفسير... فإن قيل كيف يرى؟ قيل بلا كيف، إذ الكيفية تكون لذي صورة، بل يرى بلا وصف قيام وقعود، واتكاء وتعلق، واتصال وانفصال، ومقابلة ومدابرة، وقصير وطويل، ونور وظلمة، وساكن ومتحرك، ومماس ومباين، وخارج وداخل، ولا معنى يأخذه الوهم أو يقدره العقل لتعاليه عن ذلك. قال أبو المعين النسفي: في العقل دليل على جواز رؤية الله تعالى، وقد ورد الدليل السمعي بإيجاب رؤية المؤمنين الله تعالى في الدار الآخرة، فيرى لا في مكان، ولا على جهة مقابلة، أو اتصال شعاع، أو ثبوت مسافة بين الرائي وبين الله تعالى، وغير ذلك من المعاني التي هي من أمارات الحدث. وعلى قول الماتريدية في رؤية الله ردت عليهم المعتزلة: من سلم أن الله ليس في جهة وادعى مع ذلك أنه يرى فقد أضحك الناس على عقله.

#### القضاء والقدر
تؤمن الماتريدية بمراتب القدر الأربع، والتي لا يكون العبد مؤمن حتى يؤمن بها وهي: علم الله القديم وأنه علم أعمال العباد قبل أن يعملوها. كتابة ذلك في اللوح المحفوظ. مشيئة الله العامة وقدرته الشاملة. إيجاد الله لكل المخلوقات وأنه الخالق وكل ما سواه مخلوق. قال الماتريدي: القضاء في حقيقته الحكم بالشيء والقطع على ما يليق به، وأحق أن يقطع عليه، فرجع مرة إلى خلق الأشياء، لأنه تحقيق كونها على ما هي عليه، وعلى الأولى بكل شيء أن يكون على ما خلق، إذ الذي خلق الخلق هو العليم الحكيم، والحكمة عي إصابة الحقيقة لكل شيء ووضعه موضعه. قالت الماتريدية أن أفعال العباد مخلوقة لله، وأن الله خلقها كلها خيرًا كانت أو شرًا، واستدلوا بأدلة كثيرة نقلية وعقلية. قال الماتريدي: القول المتعارف في الخلق أن لا خالق غير الله، ولا رب سواه، ولو جعلنا حدث الأفعال وخروجها من العدم إلى الوجود ثم فنائها بعد الوجود ثم خروجها على تقدير من أربابها، لجعلنا لها وصف الخلق الذي به صار الخلق خلقًا، وفي ذلك لزوم القول بخالق سواه.
كانت مسألة الاستطاعة أو القدرة من المسائل التي وقع فيها الخلاف بين الفرق الإسلامية، تبغًا للخلاف الواقع في القدر. فالذين قالوا بالجبر وهم الجهمية قالوا بنفي الاستطاعة لا مع الفعل ولا قبله وذلك لأن العبد لا اختيار له. والذين قالوا بنفي القدر وأن العبد خالق لفعله هم المعتزلة، وأثبتوا الاستطاعة قبل الفعل ونفوا أن تكون معه. والذين قالوا بالكسب وهم الأشاعرة قالوا بأن الاستطاعة تكون مع الفعل لا قبله. أما جمهور الماتريدية فقد توسطوا في المسألة، فقالوا بإثبات الاستطاعة قبل الفعل ومعه، فقالوا بأن الاستطاعة تقع على نوعين الأول: سلامة الأسباب والآلات وهي تتقدم الفعل، الثاني: الاستطاعة التي يتهيأ بها الفعل وتكون مع الفعل. قال الماتريدي: الأصل عندنا في المسمى باسم القدرة أنها على قسمين أحدهما: سلامة الأسباب وصحة الآلات وهي تتقدم الأفعال، الثاني: معنى لا يقدر على تبين حده بشيء يصار إليه سوى أنه ليس إلا للفعل، لا يجوز وجوده بحال إلا ويقع به الفعل عندما يقع معه. وقول جمهور الماتريدية في الاستطاعة هو قول أهل السنة والجماعة، قال الطحاوي: والاستطاعة التي يجب بها الفعل من نحو التوفيق الذي لا يجوز أن يوصف به المخلوق به تكون مع الفعل وأما الاستطاعة من جهة الصحة والوسع والتمكين وسلامة الآلات فهي قبل الفعل وبها يتعلق الخطاب.
أما مسألة التكليف بما لا يطاق فهي مسألة من المسائل الخلافية بين طوائف المسلمين، وذلك تبعًا للخلاف الواقع في الاستطاعة والتحسين والتقبيح، فالجهمية قالت بجواز تكليف مالا يطاق مطلقًا، والمعتزلة قالت بعدم جواز تكليف مالا يطاق، لأنه قبيح، والله منزه عن فعل القبيح فلا يجوز صدوره منه، الأشاعرة قالوا بجواز تكليف مالا يطاق به عقلًا، وإن لم يقع في الشرع، وقد أجازوه عقلًا بناء على نفيهم الحسن والقبح العقليين. أما الماتريدية فقد وافقوا المعتزلة، وقالوا بعدم جواز تكليف مالا يطاقـ لأنه فاسد عقلًا، ولعدم وجود القدرة التي هي مقتضى التكليف، قال الماتريدي: الأصل أن تكليف من منع عنه الطاقة فاسد في العقل.

#### الإيمان
ذهب جمهور المحققين من الماتريدية إلى أن الإيمان هو التصديق بالقلب فقط، وذهب بعضهم إلى أنه التصديق بالقلب والإقرار باللسان. قال أبو المعين النسفي: الإيمان في اللغة عبارة عن التصديق فكل من صدق غيره فيما يخبره يسمى في اللغة مؤمنا به ومؤمنا له قال الله تعالى: وما أَنت بمؤمن، أي بمصدق لنا ثم إن اللغوي وهو التصديق بالقلب هو حقيقة الإيمان الواجب على العبد حقا لله تعالى وهو أن يصدق الرسول صلى الله عليه وسلم فيما جاء به من الله تعالى فمن أتى بهذا التصديق فهو مؤمن فيما بينه وبين الله تعالى... فمن جعله لغير التصديق فقد صرف الاسم عن المفهوم في اللغة إلى غير المفهوم وفي تجويز ذلك إبطال اللسان وتعطيل اللغة ورفع طريق الوصول إلى اللوازم الشرعية والدلائل السمعية يحققه أن ضد الإيمان هو الكفر والكفر هو التكذيب والجحود وهما يكونان بالقلب فكذا ما يضادهما إذ لا تضاد يتحقق عند تغاير المحلين والذي يدل عليه أن الله تعالى فرق بين الإيمان وبين كل عبادة بالاسم المعطوف عليه ما فرق بين العبادات بالأسماء المعطوفة المفعولة لها. فيما يخص مسألة زيادة الإيمان ونقصانه، فإم الماتريدية لما قالت بأن الإيمان هو التصديق وأن الأعمال غير داخلة في مسمى الإيمان، قالوا بعدم زيادة الإيمان ونقصانه، وبنوا ذلك على أن التصديق لا يتصور فيه الزيادة والنقص. قال الحكيم السمرقندي: ينبغي أن يعلم أن الإيمان لا يزيد ولا ينقص، لأن من يرى الزيادة والنقصان في الإيمان فهو مبتدع، والزيادة والنقصان إنما تكون في الأفعال لا في الإيمان، ولم يقل أحد من العلماء والصالحين أن الإيمان يزيد وينقص.
في مسألة الاستثناء في الإيمان، أي تعليق الإيمان بالمشيئة. الخلاف في هذه المسألة وقع تبعًا للخلاف في حقيقة الإيمان، وحاصل الأقوال التي قيلت في الاستثناء ثلاثة أقوال، الأول: القول بوجوب الاستثناء وهو قول الكلابية. الثاني: القول بتحريمة وهو قول المرجئة والجهمية، الثالث: القول بجواز الأمرين باعتبارين وهو قول عموم مذاهب أهل السنة والجماعة. الماتريدية لما قالوا بأن الإيمان هو التصديق وأنه لا يقبل الزيادة والنقصان، منعوا الاستثناء في الإيمان، وقالوا أن الاستثناء شك، ومن شك في تصديقه فهو كافر. قال الماتريدي: الأصل عندنا قطع القول بالإيمان وبالتسمي به بالإطلاق وترك الاستثناء فيه. في مسألة الإيمان والإسلام، وقع في المسألة خلاف بين طوائف المسلمين، وذلك لكثرة ذكرهما وكثرة كلام الناس فيهما. ذهبت الماتريدية في هذه المسألة إلى أن الإسلام والإيمان شيء واحد، وأنه لا تغاير بينهما، ولا ينفك أحدهما عن الآخر، وإذا زال أحدهما زال الآخر، واستدلوا على قولهم بعدة أدلة. قال الماتريدي: أما القول عندنا في الإيمان والإسلام أنه واحد في أمر الدين في التحقيق بالمراد، وإن كان قد يختلفان في المعنى باللسان.
في حكم إيمان المقلد، كانت المسألة مسألة مختلف عليها، وكانت نتيجة لإيجاب المتكلمين النظر والاستدلال في كل مكلف. الماتريدية قالت بوجوب النظر والاستدلال، وذهب جمهورها إلى أن من آمن ولم ينظر ويستدل يكون إيمانه صحيحًا، ولكنه يأثم على تركه للنظر والاستدلال، وذهب بعضهم إلى أنه يكون مقلدًا ولا يأثم على تركه النظر والاستدلال. قال الناصري: قال الإمام سيف الحق أبو المعين المذهب أن المقلد الذي لا دليل معه مؤمن، وحكم الإسلام له لازم وهو مطيع لله تعالى باعتقاده وسائر طاعاته، وإن كان عاصيًا بترك النظر والاستدلال وحكمه حكم غيره من فساق أهل الملة. ذهبت الماتريدية إلى أن مرتكب الكبيرة غير المستحل لها لا يخرج من الإيمان ولا يدخل الكفر، بل هو مؤمن كامل الإيمان، لعدم زوال التصديق، وهو مع إيمانه فاسق مستحق للوعيد لعدم طاعته لله واقترافه للمعاصي والآثام، وقالوا إذا مات مرتكب الكبيرة من غير توبة، فهو تحت مشيئة الله إن شاء عذبه وإن شاء غفر له، وإن عذب يخرج من النار لا محالة. قال أبو المعين النسفي: وأما أهل الحق فإنهم يقولون إن من اقترف كبيرة غير مستحل لها ولا مستخف بمن نهى عنها بل لغلبة شهوة أو حمية يرجو الله أن يغفر له ويخاف أن يعذبه عليها فهذا اسمه المؤمن وبقي على ما كان عليه من الإيمان ولم يزل عنه إيمانه ولم ينتقص ولا يخرج من الإيمان إلا من الباب الذي دخله وحكمه أنه لو مات من غير توبة فلله تعالى فيه المشيئة إن شاء عفا عنه بفضله وكرمه أو ببركة ما معه من الإيمان والحسنات أو بشفاعة بعض الأخيار وإن شاء عذبه بقدر ذنبه ثم عاقبة أمره الجنة لا محالة ولا يخلد في النار.

## مع المذاهب الأخرى

### المعتزلة
كان أبو منصور الماتريدي يولي جل تركيزه في التأليف على الرد على المعتزلة، بل إن معظم مؤلفاته في الرد عليهم، وكذا الحال بالنسبة لأتباعه ومن أتى بعده. أهم المسائل التي خالفت فيها الماتريدية المعتزلة:
- مصدر التلقي: ذهبت المعتزلة إلى أن العقل هو مصدر التلقي في الاعتقاد مطلقًا، فقالوا بالقدرة المطلقة للعقل. أما الماتريدية فقد حاولوا أن يتوسطوا في منهجهم بين العقل والنقل، فجعلوا العقل هو مصدر التلقي فيما يتعلق بالإلهيات والنبوات، أما الأمور المتعلقة باليوم الآخر فجعلوا مصدر التلقي فيها السمع، ولذلك سموا هذه المسائل بالسمعيات.
- الأسماء: تثبت المعتزلة أسماء الله، ولكن هي عندهم أسماء مجردة لا تدل على شيء من الصفات، وقالوا عالم بلا علم وسميع بلا سمع وبصير بلا بصر. أما الماتريدية فقد أثبتوا الأسماء، وأثبتوا دلالتها على ما أثبتوه من الصفات إلا اسم الله، فإنه لا يدل على شيء من الصفات.
- الصفات: ذهبت المعتزلة إلى نفي جميع صفات الله، وقالوا أنه ليس لله صفات قائمة بذاته، وأن الصفة هي مجرد وصف الواصف، وأنها تعني نفي الضد، وليس لها معنى حقيقي ثبوتي، وأن الصفات ليست شيئاً سوى الذات. أما الماتريدية فقد قالوا بإثبات بعض الصفات، وأن لها معنى حقيقي ثبوتي وهي ثماني صفات: العلم والقدرة والإرادة والسمع والبصر والكلام والتكوين.
- التكوين: ذهبت المعتزلة إلى أن التكوين حادث وأنه عين الكون. أما الماتريدية فذهبوا إلى أن التكوين قديم أزلي، وهو غير المكون الحادث.[57]
- القران: قالت المعتزلة أن القران كلام الله ووحيه، وهو مخلوق، وقالت الماتريدية أن القران كلام الله النفسي، وهو قديم أزلي غير مخلوق,
- أفعال العباد: قالت المعتزلة أن الله غير خالق لأفعال العباد، وأنها حادثة من جهة العباد، وأنهم هم الفاعلون والمحدثون لها، ولا تعلق لها بتاتًا بقدرة الله وإرادته. أما الماتريدية فقالوا إن الأفعال مخلوقة لله وأن الله خلقها كلها خيرًا كانت أو شرًا، وهي مع كونها لله فهي كسب من العباد.
- الاستطاعة: قالت المعتزلة بأن الاستطاعة لا تكون إلا قبل الفعل ونفوا أن تكون معه. أما الماتريدية فقالوا بإثبات الاستطاعة قبل الفعل ومعه.
- الرؤية: نفت المعتزلة رؤية الله بالأبصار في الآخرة. قالت الماتريدية بإثباتها.
- الجنة والنار: قالت المعتزلة أن الجنة والنار غير مخلوقتين ولا موجودتين الآن، وأن الله سوف ينشأها يوم القيامة. قالت الماتريدية أن الجنة والنار مخلوقتان الآن وأن الله خلقهما قبل خلق أهليهما.
- اليوم الآخر: ذهبت المعتزلة إلى القول بنفي نعيم القبر وعذابه والميزان والصراط والحوض والشفاعة لأهل الكبائر، قالت الماتريدية بإثبات ذلك كله.
- الكرامات: أنكرت المعتزلة ثبوت كرامات الأولياء. قالت الماتريدية أن كرامات الأولياء حق ثابت بالكتاب والسنة.
- الإيمان: ذهبت المعتزلة إلى أن الإيمان قول واعتقاد وعمل. وذهبت الماتريدية إلى أن الإيمان هو التصديق بالقلب، وذهب بعضهم إلى أنه التصديق والإقرار.
- حكم مرتكب الكبيرة: قالت المعتزلة أن مرتكب الكبيرة يخرج من الإيمان ولا يدخل الكفر، وهو في منزلة بين منزلتين، هذا في الدنيا، أما في الآخرة فإنه يخلد في النار وأنه ليس من الحكمة العفو عنه. أما الماتريدية فقالت إن مرتكب الكبيرة لا يخرج من الإيمان ولا يدخل الكفر، بل هو مؤمن كامل الإيمان، وهو من إيمانه فاسق مستحق للوعيد، وإذا مات من غير توبة يكون تحت مشيئة الله إن شاء غفر له وإن شاء عذبه.
- إيمان المقلد: ذهبت المعتزلة إلى عدم صحة إيمان المقلد، وذهبت الماتريدية إلى صحته مع الإثم على ترك الاستدلال.
- زيادة الإيمان ونقصانه: ذهبت المعتزلة إلى القول بزيادة الإيمان ونقصانه، وذلك لأنهم أدخلوا الأعمال في مسمى الإيمان. أما الماتريدية فقد قالت بعدم زيادة الإيمان ونقصانه لنفيهم دخول الأعمال في مسمى الإيمان.

أما المسائل التي وافقت فيها الماتريدية المعتزلة فهي: القول بوجوب معرفة الله تعالى بالعقل. الاستدلال على وجود الله بدليل الأعراض وحدوث الأجسام. الاستدلال على وحدانية الله بدليل التمانع. القول بعدم حجية خبر الآحاد في العقائد. نفي الصفات الخبرية والاختيارية. القول بعدم إمكان سماع كلام الله. القول بالحكمة والتعليل في أفعال الله. القول بالتحسين والتقبيح العقليين. عدم جواز التكليف بما لا يُطاق. منع الاستثناء في الإيمان. القول بأن معنى الإيمان والإسلام واحد.

### الأشاعرة
قام الإمامان أبو الحسن الأشعري وأبو منصور الماتريدي على تحقيق الأصول، وإبطال قواعد المخالفين من الملاحدة والمرجئة والمعتزلة، وتصديا مع تلاميذهما لنشر الكتب التي فيها إحقاق وإبطال مخالفيهم. وقع بين الأشاعرة والماتريدية بعض الاختلاف في مسائل الأصول، وهذا الاختلاف إما أن يكون معنويًا أو لفظيًا، والمعنوي إما أصلي أو فرعي. ولا نزاع بين الشيخين وأتباعهما في الأصول (أي علم التوحيد) إلا في اثنتي عشرة مسألة:
- التكوين: قال الماتريدي التكوين صفة أزلية قائمة بذات الله كجميع صفاته، وهو غير المكوِّن، ويتعلق بالمكون من العالم وكل جزء منه بوقت وجوده، كما أن إرادة الله أزلية تتعلق بالمرادات بوقت وجودها، وكذا قدرته الأزلية مع مقدوراتها. قال الأشعري إنها صفة حادثة غير قائمة بذات الله، وهي من الصفات الفعلية عنده لا من الصفات الأزلية، والصفات الفعلية كلها حادثة كالتكوين والإيجاد، ويتعلق وجود العالم بخطاب كُن.[60]
- كلام الله: قال الماتريدي كلام الله ليس بمسموع، وإنما المسموع الدَّال عليه. قال الأشعري كلام الله مسموع كما هو المشهور من حكاية موسى.[61]
- الحكمة: قال الماتريدي صانع العالم موصوف بالحكمة سواء كانت الحكمة بمعنى العلم أو بمعنى الإحكام. قال الأشعري إن كانت الحكمة بمعنى العلم فهي صفة أزلية قائمة بذات الله، وإن كانت بمعنى الإحكام فهي صفة حادثة من قبيل التكوين، لا يوصف ذات الباري بها.[62]
- الطاعة: قال الماتريدي إن الله يريد بجميع الكائنات جوهرًا أو عرضًا طاعة أو معصية، إلا أن الطاعة تقع بمشيئة الله وإرادته وقضائه ومحبته وأمره، وأن المعصية تقع بمشيئة الله وإرادته وقدره لا برضائه ومحبته وأمره. قال الأشعري إن رضا الله ومحبته شامل لجميع الكائنات كإرادته.[63]
- التكليف: قال الماتريدي أن التكليف بما لا يطاق ليس بجائز، وتحميل ما لا يطاق جائز، قال الأشعري التكليف بما لا يطاق وتحميل ما لا يطاق جائز.[64]
- الأحكام: قال الماتريدي بعض الأحكام المتعلقة بالتكليف معلوم بالعقل، لأن العقل آلة يدرك بها حسن بعض الأشياء وقبحها، وبها يدرك وجوب الإيمان وشكر المنعم، وإن المعرف والموجب هو الله لكن بواسطة العقل. قال الأشعري لا يجب شيء ولا يحرم إلا بالشرع لا بالعقل، وإن كان للعقل أن يدرك حسن بعض الأشياء وقبحها، وقال: جميع الأحكام المتعلقة بالتكليف متلقاة بالسمع.[65]
- السعادة والشقاء: قال الماتريدي قد يسعد الشقي وقد يشقى السعيد. قال الأشعري لا اعتبار بالسعادة والشقاوة إلا عن الخاتمة والعاقبة.[66][67]
- العفو: قال الماتريدي العفو عن الكفر ليس بجائز عقلًا. قال الأشعري يجوز عقلًا لا سمعًا.[68]
- الخلود في الجنة والنار: قال الماتريدي أن خلود المؤمنين في النار وتخليد الكافرين في الجنة لا يجوز عقلًا ولا سمعًا. قال الأشعري يجوز عقلًا وأما سمعًا فلا يجوز.[69]
- الأسماء: قال بعض الماتريدية أن الاسم والمسمى واحد. قال الأشعري بالتغاير بينهما وبين التسمية.[70]
- الذكورة في النبوة: قال الماتريدي الذكورة شرط في النبوة حتى لا يجوز أن تكون الأنثى نبيًا، قال الأشعري ليست الذكورة شرطًا فيها، والأنوثة لا تُنافيها.[71]
- فعل المخلوق: قال الماتريدي فعل العبد يسمى كسبًا لا خلقًا، وفعل الحق يسمى خلقًا لا كسبًا، والفعل يتناولهما. قال الأشعري الفعل عبارة عن الإيجاد حقيقة، وكسب العبد يسمى فعلًا بالمجاز.[72]

### السلفية
ترى السلفية أنها تمثل أهل السنة والجماعة، قال ابن تيمية: فلفظ السنة يراد به من أثبت الخلفاء الثلاثة، فيدخل في ذلك جميع الطوائف إلاّ الرافضة... والمراد بالخاص ما يكون في مقابل أهل البدع والمقالات المحدثة كالشيعة والخوارج والجهمية والمعتزلة والمرجئة والأشاعرة والماتريدية وغيرهم، فهؤلاء لا يدخلون في مفهوم أهل السنة بالإطلاق الخاص. ويرون أن الماتريدية وإن كانوا يسمون أنفسهم أهل السنة، إلا أنهم لم يلتزموا بالمنهج الذي كان عليه الرسول وصحابته، بل خالفوهم في كثير من مسائل أصول الدين وفروعه، مع مخالفتهم لمنهج التلقي. وعلى هذا فإن الماتريدية من الطوائف التي في أقوالها حق وباطل ومخالفة للسنة. وليس كل من خالف منهج أهل السنة يجب أن يكون هالكًا. يقف السلفيون من الماتريدية موقفهم من سائر الطوائف، فيقولون فيهم بالعدل وينصفونهم ويعترفون بما معهم من الحق، وينكرون ما معهم من الباطل، وينزلونهم منزلتهم، ويلتمسون العذر للمجتهد أو طالب الحق منهم، ويذمون الظالم والمتعصب ومن كان متبعًا للهوى.
الأصول التي وافقت فيها الماتريدية السلفية أهل الأثر:
- الصحابة: وافق الماتريدية السلفية في شأن الصحابة، فهم يرون تفضيل أبي بكر ثم عمر الفاروق ثم عثمان بن عفان ثم علي بن أبي طالب، وذلك على ترتيبهم في الخلافة، ويرون أن الحروب التي وقعت بين الصحابة كانت عن اجتهاد، منهم من أصاب، ومنهم من أخطأ، وكلهم مأجور، ولا يجوز القدح فيهم، ويجب الكف عنهم، ويرون أن الطعن في الصحابة إما أن يكون كفرًا أو بدعة أو فسقًا.
- الخلافة والإمامة: وهي من الأصول التي وافق الماتريدية فيها السلفية، فهم يرون أن الخلافة الراشدة كانت ثلاثين سنة، ويرون أن الخليفة ينبغي أن يكون من قريش، ويرون ضرورة تنصيب خليفة على الناس، وإمام لهم يقيم الحدود، ويسد الثغور، ويجيش الجيوش، ويأخذ الصدقات، ويرد المتسلطة وقطاع الطرق ويقطع المنازعات، وأن يكون ظاهرًا لا مختفيًا، ولا يشترط أن يكون معصومًا، ويرون الصلاة خلف كل بر وفاجر من الأئمة، ويمنعون الخروج على الإمام وتفصيل ذلك في كتب الفقه.
- القدر: وافق الماتريدية السلفية في إثبات القدر، وهم يقولون إن أفعال العباد كلها من الخير والشر مخلوقة لله، وإن اللَّه هو خالق أفعال الخير والشر وليس كما يزعم المعتزلة أن العبد خالق فعل نفسه، وهم يقولون إن أفعال العباد خلق لله، وكسب من العباد واختيار منهم، وهم يرون أن هناك فرقًا بين الحركات الاختيارية الإرادية كالبطش ونحوه، وبين الحركات اللاإرادية كالارتعاش ونحوه، والعبد يثاب على الطاعات الاختيارية، ويعاقب على المعاصي الاختيارية.
- النبوات: يرى الماتريدية أن النبوة تثبت للنبي محمد بطرق، منها: ما تواتر من أحواله وسيرته وكرم أخلاقه وبعده عن الشر والظلم مع قدرته عليه، فكل ذلك يصدقه في دعوى النبوة. ما ثبت له من المعجزات الكثيرة البالغة حد التواتر، مثل: شق القمر ونبع الماء من بين أصابعه وتكثير الطعام والشراب ونحوها كثير. أنه أتى بالقرآن المعجز وتحدى به الفصحاء البلغاء مع أنه كان أميًا لا يقرأ ولا يكتب، وعجزوا على أن يأتوا بمثله، أو معارضته ولو بأقصر سورة. غير أن الكثيرين منهم يرون أن النبوة لا تثبت إلا بالمعجزة فقط، لأنها الدليل اليقيني القاطع الذي لا يقبل الشك. أكثرهم يقولون بعصمة الأنبياء من الصغائر، وأن ما صدر منهم كان من قبيل فعل خلاف الأولى .
- اليوم الآخر: وافق الماتريدية السلفية في الإيمان بالآخرة، وما فيها من الحشر والنشر وأحوال البرزخ والجنة والنار والصراط والميزان والشفاعة وغيرها، وقالوا إنها من الأمور الممكنة التي أخبر بها الصادق المصدوق ونطق بها الكتاب والسنة، فتحمل على ظاهرها.

الأصول التي خالف فيها الماتريدية السلفية أهل الأثر:
- مصادر التلقي: ترى الماتريدية أن مصدر التلقي الأول في معظم أبواب التوحيد هو العقل دون النقل، وذلك لأن الأدلة العقلية عندهم قطعية، أما السمعية فإنها ظواهر ظنية. وقد قسموا أصول الدين إلى عقليات وسمعيات، فمصدر التلقي في العقليات هو العقل وهو الأصل والنقل تابع له، ويشمل هذا معظم أبواب التوحيد والصفات. أما السمعيات فمصدر التلقي فيها هو النقل والعقل تابع له، وتشمل أمورًا: كعذاب القبر والصراط وأحوال الآخرة. أما إذا قدر تعارض بين الأدلة العقلية والسمعية في أبواب التوحيد فإنهم يقدمون الأدلة العقلية التي هي عندهم قطعية، وأما السمعية فعندهم مصيرها التأويل والتحريف أو النفي، لأنها إنما هي ظنية. ويقولون إن النصوص إذا كانت خلاف العقل، فإن كانت متواترة فهي وإن كانت قطعية الثبوت لكنها ظنية الدلالة فالعقل مقدم عليها، فلذلك الأدلة النقلية تؤول أو تفوض، أما الأدلة العقلية فلا تأويل لها بل تأويلها محال. ترى السلفية أن منهج الماتريدية في نصوص الوحي باطل فاسد، لأنه صريح في أن العقل أصل والشرع تابع له.[76]
- التوحيد: يقسم السلفية التوحيد من خلال استقرائهم للنصوص الشرعية إلى ثلاثة أقسام: توحيد الربوبية وتوحيد الألوهية وتوحيد الأسماء والصفات، فيثبتون هذه الأنواع الثلاثة لله. أما الماتريدية فإن التوحيد عندهم ثلاثة أنواع: توحيد في الذات: فاللَّه لا قسيم له بمعنى أنه لا يتبعض ولا يتجزأ، وتوحيد في الصفات: فاللَّه لا شبيه له، وتوحيد في الأفعال: فاللَّه لا شريك له في أفعاله. ويتضح أنهم جعلوا توحيد الربوبية هو الغاية العظمى، وأنهم أهملوا توحيد الألوهية تمامًا. أما الاستدلال على وجود اللَّه فإنهم يستدلون على وجوده بطريقة الحدوث، وهي إثبات حدوث العالم أولا، وذلك أن العالم عندهم جواهر وأعراض، والجواهر لا تنفك عن الأعراض والأعراض حادثة، وما لا ينفك عن الحوادث فهو حادث . تقول السلفية أن هذه الطريقة في الاستدلال مخالفة لطريقة السلف الذين يستدلون على وجود اللَّه بدلالة الفطرة وغيرها، وذلك لأن طريقة المتكلمين فيها تعقيد شديد وتكلف قد يخفى على كثير من الناس، وكذلك فإن هذه الطرق توقع في الشبهات التي قد تؤدي إلى زعزعة الإيمان في النفس.
- الصفات: تقول السلفية أن الماتريدية ضيقوا دائرة الإثبات، وتظاهروا بإثبات ثماني صفات فقط هي: الحياة والقدرة والعلم والإرادة والسمع والبصر والكلام والتكوين. أما صفة الكلام فإنهم يقولون بالكلام النفسي الذي لا يسمع، وليس بحرف ولا بصوت، وصفة التكوين عندهم هي مرجع لجميع الصفات الفعلية المتعدية. ويرون أنهم صرفوا نصوص إثبات الوجه إلى الذات والوجود، وصرفوا نصوص إثبات اليدين إلى إثبات كمال القدرة أو الملك والمنة، وصرفوا نصوص إثبات صفة الاستواء إلى الاستيلاء، وعطلوا صفة النزول وصرفوا نصوصها إلى اللطف والرحمة.
- الإيمان: اتفق الماتريدية مع السلفية في عدم تكفير مرتكب الكبيرة، لكنهم خالفوهم في أكثر مباحث الإيمان، فمن ذلك: قالوا بخروج الأعمال عن مسمى الإيمان وذلك خلافًا لمذهب السلف. قالوا بأن الإيمان لا يزيد ولا ينقص وهذا مخالف لمذهب السلف. حرموا الاستثناء في الإيمان. ذهب أكثرهم إلى مذهب الماتريدي في تعريف الإيمان، وأنه هو التصديق لا غير، وأما الإقرار فهو شرط لإجراء الأحكام الدنيوية، وهذا غلو في الإرجاء، وهو خلاف مذهب السلف الذين قالوا: إن الإيمان تصديق بالجنان وقول باللسان وعمل بالجوراح والأركان. وإن كان فيهم من ذهب إلى أن الإيمان هو التصديق والإقرار، غير أن جمهورهم ذهب إلى تعريف الإيمان بأنه التصديق فقط.[77]

#### اعتقادهم في الماتريدية
ترى السلفية أنه لا يقال عن متبع عقيدة الماتريدية أنه سيدخل الجنة، ولا سيدخل النار، بل هم من عامة المسلمين كغيرهم، وإن كانوا قد قالوا بمقالات مبتدعة، لكن بدعتهم ليست مكفرة، فهم في سائر أحوالهم كغيرهم من المسلمين، وحالهم في بدعتهم بحسب أفرادهم متفاوت: فمنهم من تأول، أو اجتهد اجتهادًا يعذر في مثله، ومنهم من هو مخطئ خطأ يؤاخذ على مثله، ثم هو في مشيئة الله إن شاء عذبه، وإن شاء عفا عنه. يقول ابن تيمية في ذكر طائفة من أئمة الأشعرية: ثم إنه ما من هؤلاء إلا من له في الإسلام مساعٍ مشكورة، وحسنات مبرورة، وله في الرد على كثير من أهل الإلحاد والبدع، والانتصار لكثير من أهل السنة والدين ما لا يخفى على من عرف أحوالهم، وتكلم فيهم بعلم وصدق وعدل وإنصاف، لكن لما التبس عليهم هذا لأصل المأخوذ ابتداء عن المعتزلة، وهم فضلاء عقلاء احتاجوا إلى طرده والتزام لوازمه، فلزمهم بسبب ذلك من الأقوال ما أنكره المسلمون من أهل العلم والدين. وصار الناس بسبب ذلك: منهم من يعظمهم لما لهم من المحاسن والفضائل، ومنهم من يذمهم لما وقع في كلامهم من البدع والباطل، وخيار الأمور أوساطها، وهذا ليس مخصوصًا بهؤلاء، بل مثل هذا وقع لطوائف من أهل العلم والدين، والله تعالى يتقبل من جميع عباده المؤمنين الحسنات، ويتجاوز لهم عن السيئات، ولا ريب أن من اجتهد في طلب الحق والدين من جهة الرسول صلى الله عليه وسلم وأخطأ في بعض ذلك، فالله يغفر له خطأه، تحقيقاً للدعاء الذي استجابه الله لنبيه وللمؤمنين حيث قالوا ربنا لا تؤاخذنا إن نسينا أو أخطأنا، ومن اتبع ظنه وهواه، فأخذ يشنع على من خالفه بما وقع فيه من خطأ ظنه صواباً بعد اجتهاده، وهو من البدع المخالفة للسنة فإنه يلزمه نظير ذلك أو أعظم أو أصغر، فيمن يعظمه هو من أصحابه، فقل من يسلم من مثل ذلك في المتأخرين، لكثرة الاشتباه والاضطراب، وبعد الناس عن نور النبوة، وشمس الرسالة الذي به يحصل الهدى والصواب، ويزول به عن القلوب الشك والارتياب.

## الإرث الماتريدي

### التأليف العلمي

كتاب التوحيد واحد من أهم كتب الحنفية لأنه يقوم على استخدام البراهين والدلائل العقلية والكلامية، لإثبات حقائق الدين والعقيدة الإسلامية.

قام أبو منصور الماتريدية بتأليف مؤلفات كثيرة في أصول الفقه والتفسير ومن أشهرها تأويلات أهل السنة أو تأويلات القرآن: وفيه تناول نصوص القرآن الكريم، ولا سيما آيات الصفات فأولها تأويلات وفق عقيدته، ومن أشهر كتبه في علم الكلام كتاب التوحيد: وفيه قرر نظرياته الكلامية، وبين معتقده في أهم المسائل الاعتقادية، ويقصد بالتوحيد توحيد الخالقية والربوبية، وشيء من توحيد الأسماء والصفات، قام أيضًا بشرح كتاب الفقه الأكبر للإمام أبو حنيفة النعمان، وله في الردود على المعتزلة رد الأصول الخمسة، وأيضًا في الرد على الشيعة رد كتاب الإمامة لبعض الروافض، وفي الرد على القرامطة له كتاب الرد على فروع مذهب القرامطة.
واصل تلاميذ الماتريدي التأليف بعد موته، وكان جل جهدهم قد تركز في الرد على المعتزلة والمرجئة والملاحدة، بالإضافة لشرح وتأصيل أصول عقيدة أبو منصور الماتريدي، ومن أهم ما ألفه أتباع الماتريدي: العقيدة الطحاوية لأبو جعفر الطحاوي، تبصرة الأدلة في أصول الدين وبحر الكلام في علم التوحيد والتمهيد في أصول الدين أو التمهيد لقواعد التوحيد لأبو المعين النسفي، المغني في أصول الدين والهداية في علم الكلام والكفاية في الهداية والبداية من الكفاية في الهداية في أصول الدين لنور الدين الصابوني، وأصول الدين لأبو اليسر البزدوي، وأصول الدين وروضة المتكلمين في أصول الدين لجمال الدين الغزنوي، وتفسير بحر العلوم لأبو الليث السمرقندي، ومدارك التنزيل وحقائق التأويل لحافظ الدين النسفي، والتيسير في التفسير والعقائد النسفية لنجم الدين النسفي، وشرح العقائد النسفية وشرح المقاصد وغاية تهذيب الكلام في تحرير المنطق والكلام لسعد الدين التفتازاني، وفتح القدير والتحرير في أصول الفقه الجامع بين اصطلاحي الحنفية والشافعية والمسايرة في العقائد المنجية في الآخرة لالكمال بن الهمام، والمسامرة شرح المسايرة في العقائد المنجية في الآخرة لالكمال بن أبي شريف، ومناظرات ما وراء النهر لفخر الدين الرازي، والروضة البهية فيما بين الأشاعرة والماتريدية للحسن بن عبد المحسن الشهير بأبي عذبة، ومقالات الكوثري والعقيدة وعلم الكلام وكتاب الفقه وأصول الفقه وصفعات البرهان على صفحات العدوان والحاوي في سيرة الإمام أبي جعفر الطحاوي لمحمد زاهد الكوثري، تاريخ المذاهب الإسلامية لمحمد أبو زهرة، وغيرها الكثير. وقد عد الشيخ شمس الدين السلفي الأفغاني للماتريدية منذ القرن الرابع الهجري حتى القرن الرابع عشر 137 عالمًا ماتريدي العقيدة حنفي الفقه، وحوالي 225 مؤلفًا في العقائد والأصول الماتريدية.

### الديوبندية
هي مدرسة فكرية عميقة الجذور، تنسب الديوبندية إلى جامعة ديوبند دار العلوم في الهند. تُرجح الديوبندية مذهب الإمام أبو حنيفة النعمان في الفقه والفروع، ومذهب أبي منصور الماتريدي في الاعتقاد والأصول، وتنتسب من طرق الصوفية إلى طرق النقشبندية الجشيتية والقادرية السهروردية طريقًا وسلوكًا. تتلخص أفكار ومبادئ المدرسة الديوبندية في المحافظة على التعاليم الإسلامية والإبقاء على شوكة الإسلام وشعائره. نشر الإسلام ومقاومة المذاهب الهدامة والتبشيرية. نشر الثقافة الإسلامية ومحاربة الثقافة الإنجليزية الغازية. الاهتمام بنشر اللغة العربية، لأنها وسيلة الاستفادة من منابع الشريعة الإسلامية. الجمع بين القلب والعقل وبين العلم والروحانية.

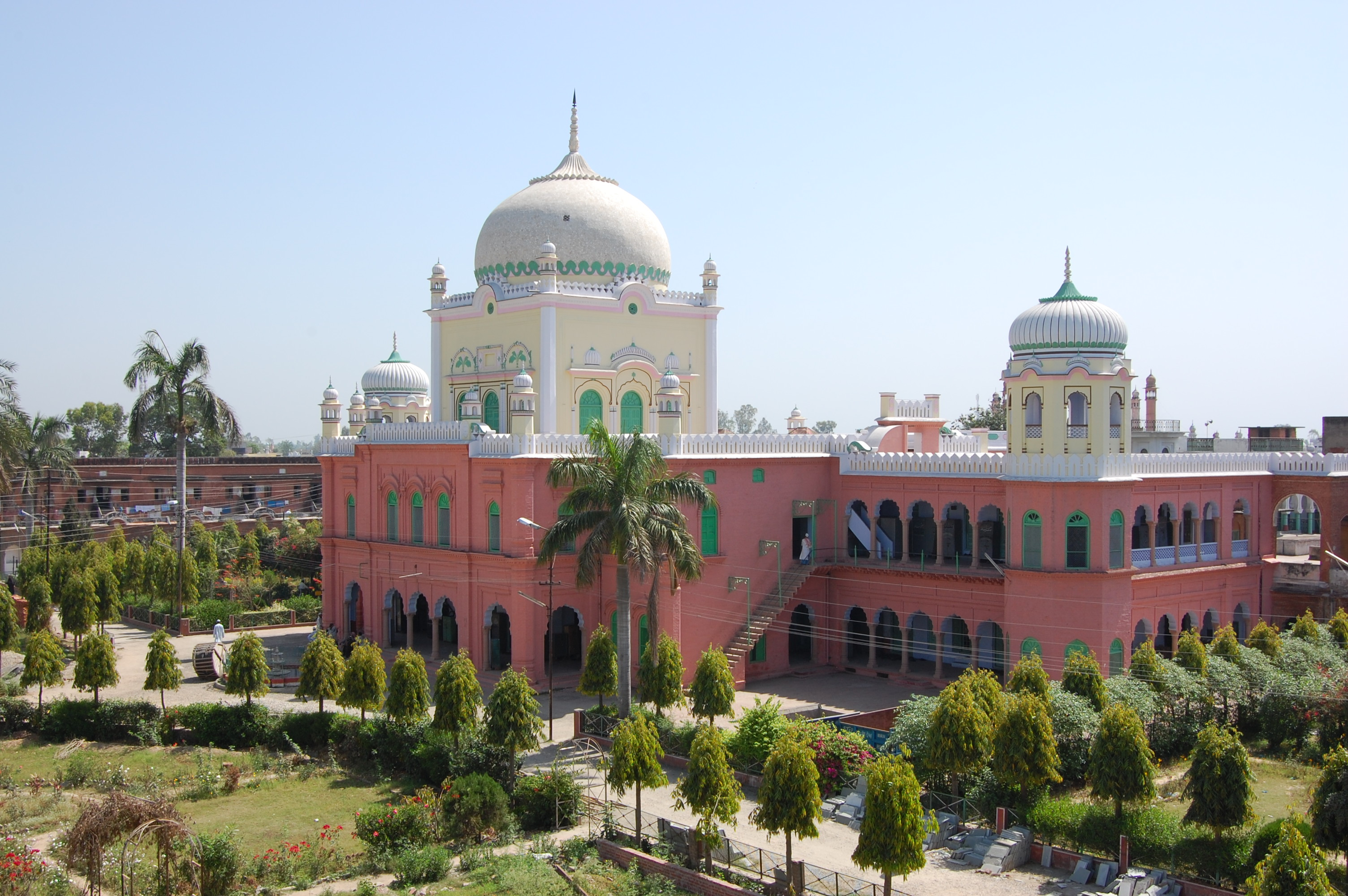
جامعة دار العلوم ديوبند التي تعد المنشأ والمقر الرئيسي للمدرسة الديوبندية، وهي أكبر وأقدم جامعة إسلامية أهلية في شبه القارة الهندية، تقع في بلدة ديوبند، أسهم في إنشائها نخبة من علماء الهند على رأسهم محمد قاسم النانوتوي ورشيد أحمد الكنكوهي وذوالفقار علي الديوبندي

أسس جامعة ديوبند مجموعة من علماء الهند بعد أن قضى الإنجليز على الثورة الإسلامية في الهند عام 1857م فكان تأسيسها رد فعل قوي لوقف الزحف الغربي على شبه القارة الهندية لإِنقاذ المسلمين من مخاطر هذه الظروف، خاصة وأن دلهي العاصمة قد خربت بعد الثورة، وسيطر عليها الإنجليز سيطرة كاملة، وخاف العلماء أن يبتلع دينهم، فأخذ الشيخ إمداد الله المهاجر المكي وتلميذه الشيخ محمد قاسم الناناتووي وأصحابهم برسم الخطط للمحافظة على الإسلام وتعاليمه، فرأوا أن الحل بإقامة المدارس الدينية والمراكز الإسلامية، وبهكذا أسست المدرسة الإسلامية العربية بديوبند كمركز للدين والشريعة في الهند في عصر حكومة الإنجليز. بدأت دار العلوم بمدرسة دينية صغيرة بقرية ديوبند تأسست في 15 محرم 1283 هـ الموافق 30 مايو 1866م، ثم أصبحت من أكبر المعاهد الدينية العربية في شبه القارة الهندية. في عام 1291 هـ تم إنشاء البناء الخاص بالجامعة، بعد بقائها تسع سنوات بدون بناء وكانت الدروس في ساحة المسجد الصغير. لم تمض فترة قصيرة على تأسيس دار العلوم بديوبند حتى اشتهرت وتقاطرت إليها قوافل طلاب العلوم الإسلامية من أطراف القارة الهندية. لعبت دارُ العلوم دورًا هامًا في نشر الثقافة الإسلامية خارج الهند، وقد انتشرت المدارس الشرعية التابعة لدار العلوم في أقطار عديدة منها الهند وباكستان، وقد أسس أحد خريجي دار العلوم المدرسة الصولتية في مكة المكرمة في بداية القرن الرابع عشر الهجري، وهي المدرسة التي قدمت خدمة جليلة من نشر العلوم الشرعية في الحجاز، كذلك أسسوا المدرسة الشرعية في المدينة المنورة بجوار الحرم المدني. أغلب رجال جماعة الدعوة والتبليغ المشهورة في الهند والعالم الإسلامي، هم من خريجي دار العلوم مثل الشيخ محمد يوسف مؤلف كتاب حياة الصحابة والشيخ محمد إلياس مؤسس الجماعة. من أبرز شخصيات المدرسة الديوبندية محمد قاسم النانوتوي ورشيد أحمد الكنكوهي وحسين أحمد المدني ومحمد أنور شاه الكشميري وأبو الحسن علي الحسني الندوي.

### جماعة الدعوة والتبليغ

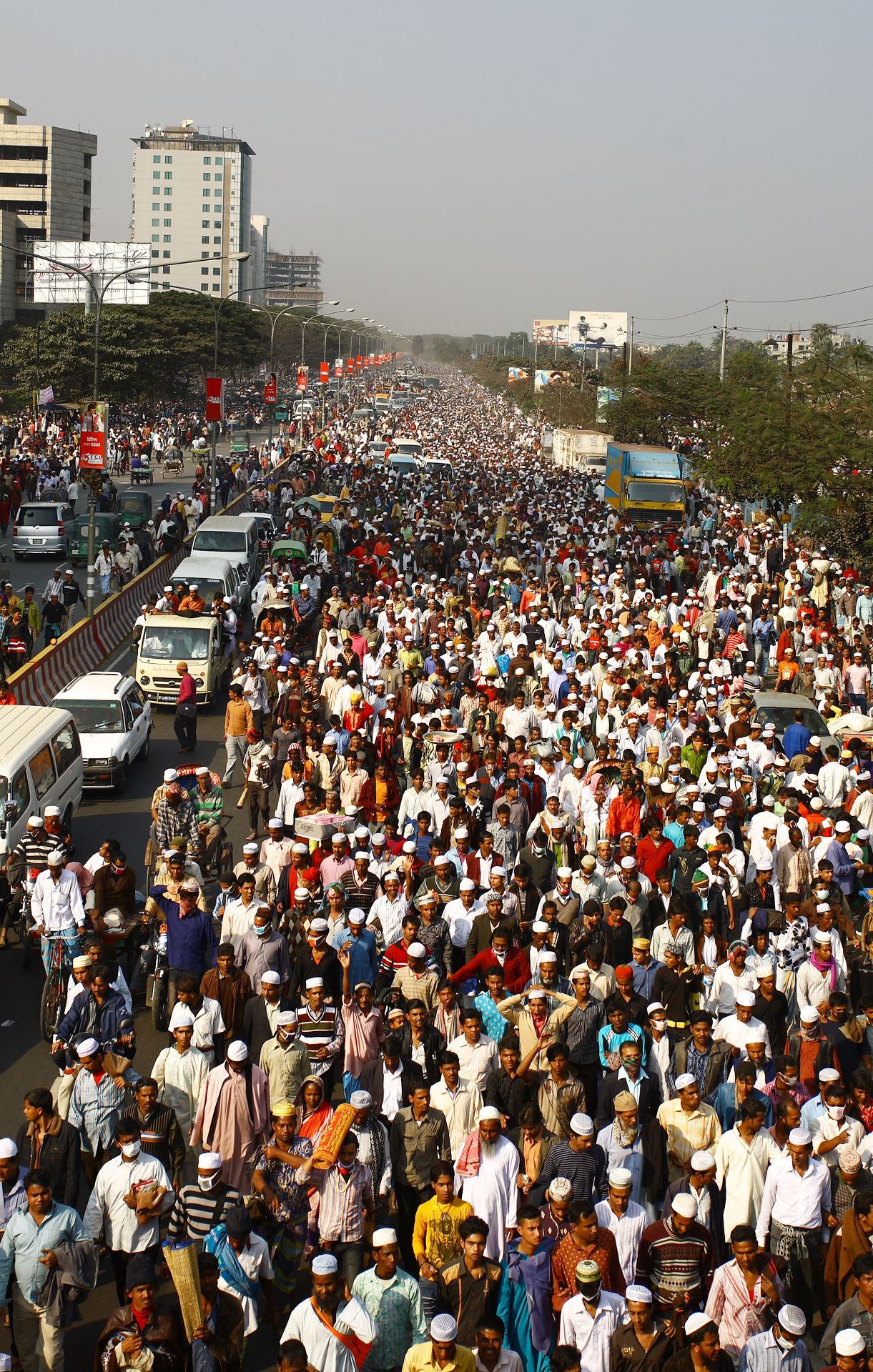
حشود بشرية لحضور الاجتماع السنوي لجماعة الدعوة والتبليغ المسمى بيشوا اجتماع في بنغلاديش

هي جماعة إسلامية دعوية نشأة من نشأة من رحم المدرسة الديوبندية الماتريدية، أسسها محمد إلياس الكاندهلوي. قرر مؤسس الجماعة ستة مبادئ وجعلها أساس دعوته، هي: الكلمة الطيبة لا إله إلا الله محمد رسول الله، إقامة الصلوات ذات الخشوع، العلم والذكر، إكرام المسلمين، الإخلاص. بدأت الجماعة في الهند، وانتشرت في باكستان وبنغلاديش، وانتقلت إلى العالم الإسلامي والعالم العربي حيث صار لهم أتباع في سوريا والأردن وفلسطين ولبنان ومصر والسودان والعراق والحجاز، ثم انتشرت دعوتهم في معظم بلدان العالم في أوروبا وأمريكا وآسيا وأفريقيا، ولهم جهود مشهود لها في دعوة غير المسلمين إلى الإسلام في أوروبا وأمريكا. مركز الجماعة الرئيسي في نظام الدين بدهلي، ومنه يديرون شئون الدعوة في العالم.
هناك ضوابط عامة للانضمام إلى جماعة التبليغ والدعوة تتمثل في التزام أفرادها بعدم الخوض في الأمور السياسية تمامًا ونهائيًا، والخلافات الفكرية والفقهية وعدم الخوض في مشاكل الأمة. وأيضًا عدم التعرض لقضية إزالة المنكر باليد، فالجماعة ترى أن وظيفتها هي تهيئة المجتمع للحياة الإسلامية عن طريق الدعوة فقط وأن مسألة إزالة المنكر بالقوة هي من اختصاص الحاكم فلا ينبغى على أي فرد أو جماعة أن يتصدى لذلك، ويرون أن تغيير الأفراد والجماعات للمنكر بالقوة يؤدي إلى إعراض الناس عن الاقتداء بهم مما يؤثر بالسلب على الدعوة الإسلامية، ويستدلون على ذلك بالأية: ادع إلى سبيل ربك بالحكمة والموعظة الحسنة. تُلزم الجماعة أتباعها بعدم الكلام في السياسة أو الجماعات الإسلامية المختلفة أو الخلافات الفقهية أو الكلام عن غير المسلمين.
تقوم طريقتهم في نشر الدعوة على أن تنتدب مجموعة منهم نفسها لدعوة أهل بلد ما، حيث يأخذ كل واحد منهم ما يكفيه من الزاد والمصروف على أن يكون التقشف هو السمة الغالبة عليه. عندما يصلون إلى البلد أو القرية التي يريدون الدعوة فيها ينظمون أنفسهم أولاً بحيث يقوم بعضهم بتنظيف المكان الذي سيمكثون فيه، وآخرون يخرجون متجولين في أنحاء البلدة والأسواق والحوانيت، ذاكرين الله داعين الناس لسماع الخطبة. إذا حان موعد الذكر التقوا جميعًا لسماعه، وبعد الانتهاء يطالبون الحضور بالخروج في سبيل الله، وبعد صلاة الفجر يقسّمون الناس الحاضرين إلى مجموعات يتولى كل داعية منهم مجموعة يعلمهم الفاتحة وبعض من قصار سور القرآن الكريم، ويكررون ذلك عدداً من الأيام. قبل أن تنتهي إقامتهم في المكان يحثون الناس للخروج معهم لتبليغ الدعوة، حيث يتطوع الأشخاص لمرافقتهم يومًا أو ثلاثة أيام أو أسبوعُ أو شهرًا كل بحسب طاقته. يرفضون إجابة الدعوة إلى الولائم التي توجه إليهم من أهل البلدة أو الحي، حتى لا ينشغلوا بغير أمور الدعوة والذكر. لا يتعرضون إلى فكرة إزالة المنكرات. يعتقدون بأنهم إذا أصلحوا الأفراد فردًا فردًا فإن المنكر سيزول من المجتمع تلقائيًا. لا يتكلمون في السياسة، وينهون أفراد جماعتهم عن الخوض في مشاكلها، وينتقدون كل من يتدخل فيها، ويقولون بأن السياسة هي أن تترك السياسة.

## وصلات خارجية
- الماتريدية.. مدرسة العقل والاعتدال
- مبحث في مسائل الخلاف بين الأشعرية والماتريدية
- الأشاعرة والماتريدية هم السواد الأعظم للأمة